# Doullens
Doullens [prononcé [d̪ulɑ̃]]  est une commune française située dans le département de la Somme en région Hauts-de-France.
C'est dans la grande salle de l'hôtel de ville qu'est signée, le 26 mars 1918, l'acte confiant au général Foch, le « Commandement unique des forces alliées sur le front occidental » lors de la Première Guerre mondiale.
Doullens a abrité, jusqu'en 2006, la base aérienne 922 Doullens, support de la station radar de Lucheux.

## Géographie

### Localisation
Doullens est un bourg picard situé au nord de la Somme, près du département du Pas-de-Calais. 
À vol d'oiseau, elle se trouve à 28 km au nord-ouest d'Albert, 29 km au nord d'Amiens, 34 km au sud-ouest d'Arras et à 37 km à l'est d'Abbeville.
Doullens fait partie du pays picard de l'Amiénois; la commune est proche de l'Artois, du Ponthieu et dans une certaine mesure, du Ternois.
Le territoire de la commune est limitrophe de ceux de dix communes.
Les communes limitrophes sont Authieule, Amplier, Beauval, Bouquemaison, Gézaincourt, Grouches-Luchuel, Hem-Hardinval, Neuvillette, Occoches et Terramesnil.

### Géologie et relief
La superficie de la commune est de 3 340 hectares ; son altitude varie entre 52 et 152 mètres.

### Hydrographie

#### Réseau hydrographique

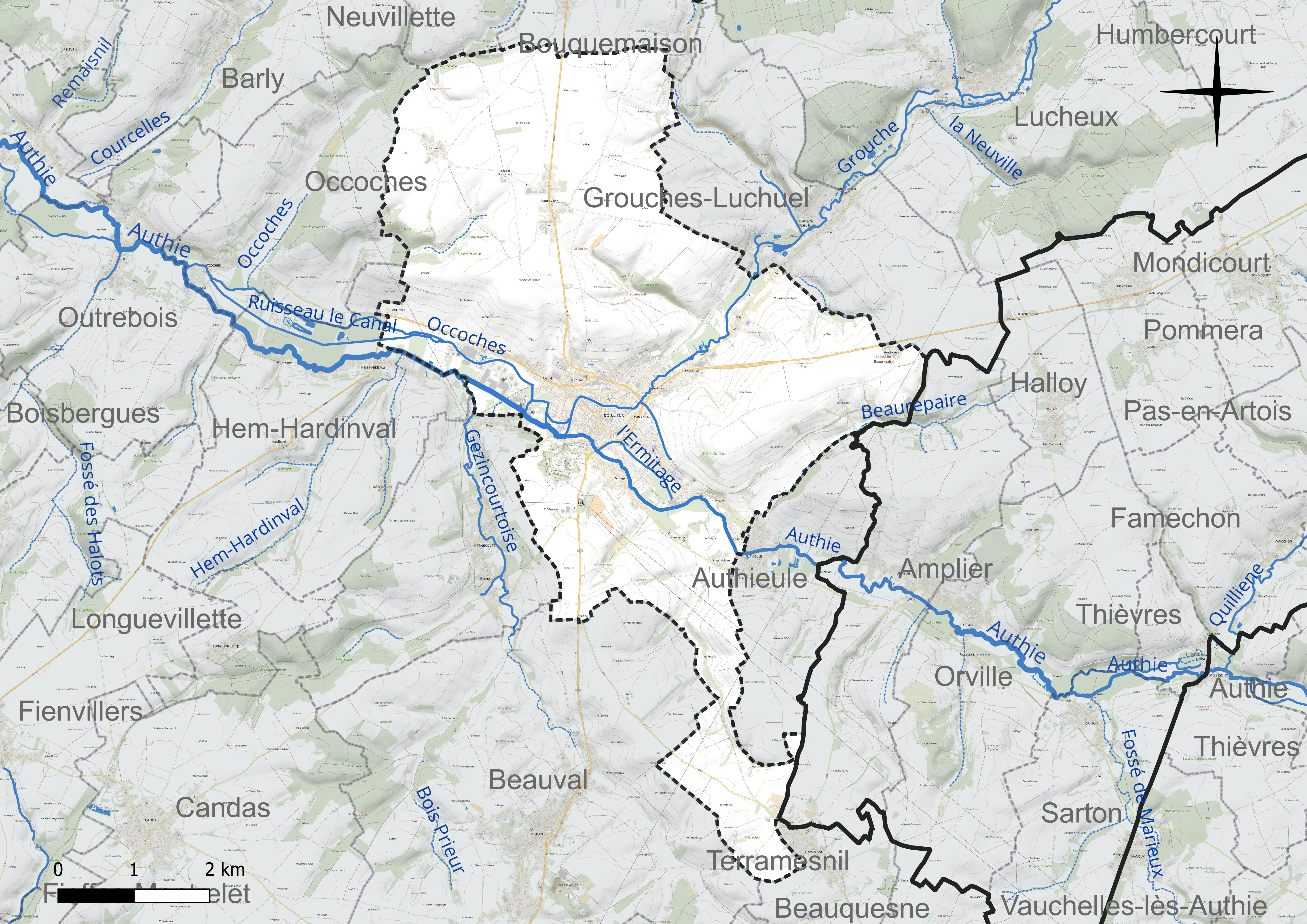
Réseau hydrographique de Doullens.

La commune est située dans le bassin Artois-Picardie.
Elle est drainée par l'Authie, la Grouche, le Beaurepaire, le Bout des Prés, le ruisseau le canal, l'Ermitage et l'Occoches,.
L'Authie, d'une longueur de 108 km, prend sa source dans la commune de Coigneux et se jette  dans la Manche, son embouchure formant une vaste baie, comprise entre Fort-Mahon-Plage et Berck, typique des estuaires picards. Les caractéristiques hydrologiques de l'Authie sont données par la station hydrologique située sur la commune. Le débit moyen mensuel est de 3,84 m3/s. Le débit moyen journalier maximum est de 11,9 m3/s, atteint lors de la crue du 7 février 2024. Le débit instantané maximal est quant à lui de 24,9 m3/s, atteint le même jour.
La Grouche, d'une longueur de 17 km, prend sa source dans la commune de Coullemont et se jette  dans l'Authie sur la commune, après avoir traversé six communes.

#### Gestion et qualité des eaux
Le territoire communal est couvert par le schéma d'aménagement et de gestion des eaux (SAGE) « Authie ». Ce document de planification concerne un territoire de 1 253 km2 de superficie, délimité par le bassin versant de l'Authie. Le périmètre a été arrêté le 5 août 1999 et le SAGE proprement dit est, en 2024, en cours d'élaboration. La structure porteuse de l'élaboration et de la mise en œuvre est le syndicat mixte Canche Et Authie.
La qualité des cours d'eau peut être consultée sur un site dédié géré par les agences de l'eau et l'Agence française pour la biodiversité.

### Climat
Pour des articles plus généraux, voir Climat des Hauts-de-France et Climat de la Somme.
En 2010, le climat de la commune est de type climat océanique dégradé des plaines du Centre et du Nord, selon une étude du CNRS s'appuyant sur une série de données couvrant la période 1971-2000. En 2020, Météo-France publie une typologie des climats de la France métropolitaine dans laquelle la commune est exposée à un climat océanique et est dans la région climatique Côtes de la Manche orientale, caractérisée par un faible ensoleillement (1 550 h/an) ; forte humidité de l'air (plus de 20 h/jour avec humidité relative > 80 % en hiver), vents forts fréquents.
Pour la période 1971-2000, la température annuelle moyenne est de 10,2 °C, avec une amplitude thermique annuelle de 13,8 °C. Le cumul annuel moyen de précipitations est de 809 mm, avec 12,8 jours de précipitations en janvier et 8,7 jours en juillet. Pour la période 1991-2020, la température moyenne annuelle observée sur la station météorologique la plus proche, située sur la commune de Bernaville à 13 km à vol d'oiseau, est de 10,4 °C et le cumul annuel moyen de précipitations est de 877,3 mm,. Pour l'avenir, les paramètres climatiques de la commune estimés pour 2050 selon différents scénarios d'émission de gaz à effet de serre sont consultables sur un site dédié publié par Météo-France en novembre 2022.

## Urbanisme

### Typologie
Au 1er janvier 2024, Doullens est catégorisée petite ville, selon la nouvelle grille communale de densité à sept niveaux définie par l'Insee en 2022.
Elle appartient à l'unité urbaine de Doullens, une agglomération intra-départementale regroupant deux  communes, dont elle est ville-centre,,.
Par ailleurs la commune fait partie de l'aire d'attraction d'Amiens, dont elle est une commune de la couronne,. Cette aire, qui regroupe 369 communes, est catégorisée dans les aires de 200 000 à moins de 700 000 habitants,.

### Occupation des sols

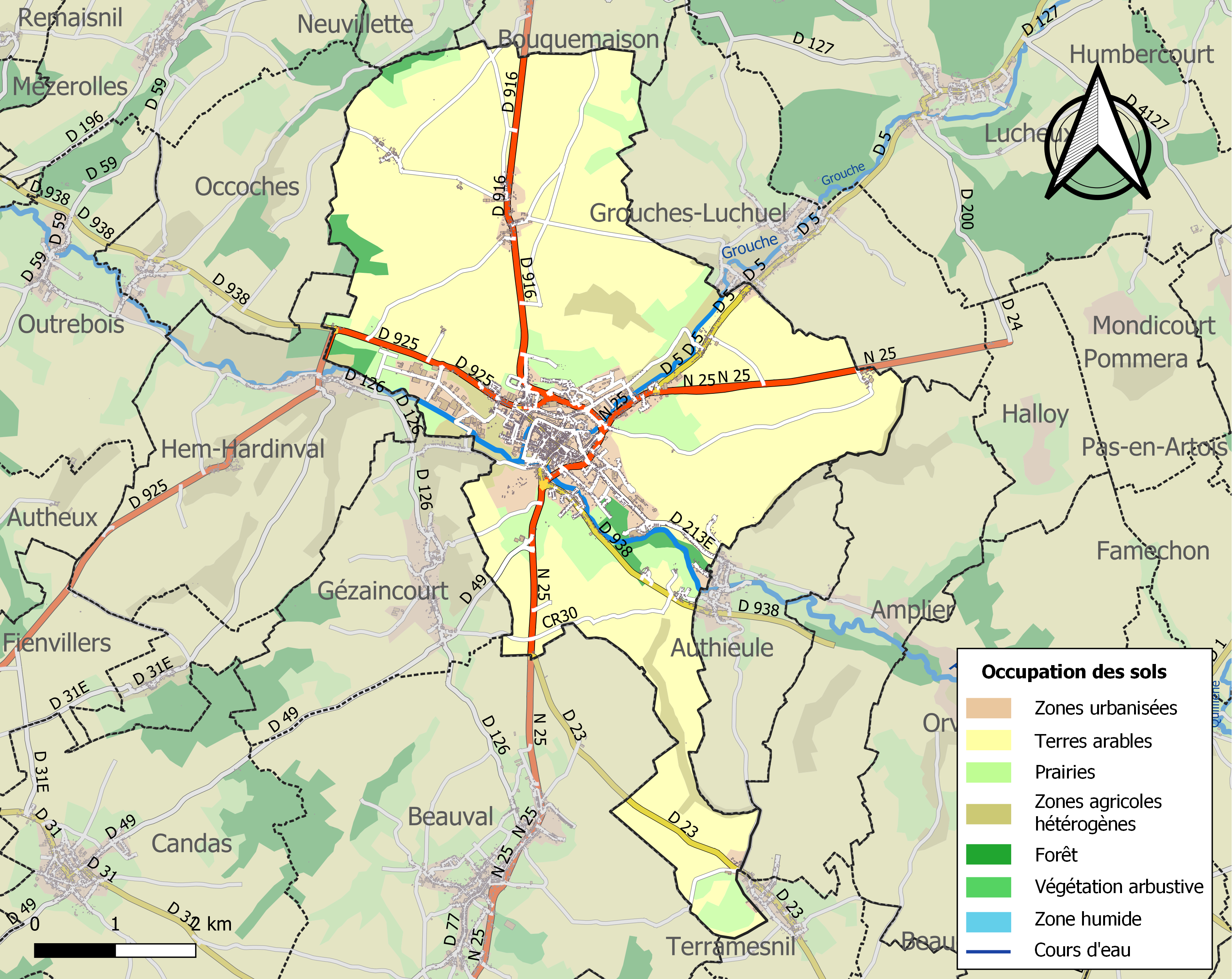
Carte des infrastructures et de l'occupation des sols de la commune en 2018 (CLC).

L'occupation des sols de la commune, telle qu'elle ressort de la base de données européenne d'occupation biophysique des sols Corine Land Cover (CLC), est marquée par l'importance des territoires agricoles (86,5 % en 2018), une proportion sensiblement équivalente à celle de 1990 (87,3 %).
La répartition détaillée en 2018 est la suivante : terres arables (70 %), prairies (11,6 %), zones urbanisées (9,6 %), zones agricoles hétérogènes (5 %), forêts (2,5 %), zones industrielles ou commerciales et réseaux de communication (1,4 %).
L'évolution de l'occupation des sols de la commune et de ses infrastructures peut être observée sur les différentes représentations cartographiques du territoire : la carte de Cassini (XVIIIe siècle), la carte d'état-major (1820-1866) et les cartes ou photos aériennes de l'IGN pour la période actuelle (1950 à aujourd'hui).

### Morphologie urbaine
Doullens, qui fait partie des communes de la Somme de plus de 5 000 habitants, est à la fois rurale et urbaine.
La ville, n'ayant pas subi de destruction massive pendant les deux guerres mondiales, a gardé un centre-ville ancien entouré de boulevards avec quelques monuments remarquables (églises, beffroi, musée, hôtel de ville etc.). Le tissu urbain s'est étendu le long des grands axes de communication au nord, à l'ouest et au sud. C'est surtout l'habitat individuel qui a été privilégié.

### Habitat et logement
En 2021, le nombre total de logements dans la commune était de 3 049, alors qu'il était de 3 061 en 2016 et de 3 060 en 2011.
Parmi ces logements, 86,6 % étaient des résidences principales, 1 % des résidences secondaires et 12,4 % des logements vacants. Ces logements étaient pour 67,9 % d'entre eux des maisons individuelles et pour 32 % des appartements.
Le tableau ci-dessous présente la typologie des logements à Doullens en 2021 en comparaison avec celle de la Somme et de la France entière. Une caractéristique marquante du parc de logements est ainsi la faible proportion des résidences secondaires et logements occasionnels (1 %) par rapport au département (8,4 %) et à la France entière (9,7 %).
| Typologie                                               | Doullens | Somme | France entière |
| ------------------------------------------------------- | -------- | ----- | -------------- |
| Résidences principales (en %)                           | 86,6     | 83,1  | 82,2           |
| Résidences secondaires et logements occasionnels (en %) | 1        | 8,4   | 9,7            |
| Logements vacants (en %)                                | 12,4     | 8,5   | 8,1            |

### Voies de communication et transports
Doullens est pratiquement à mi-chemin et à l'intersection des axes :
- Abbeville - Arras ;
- Amiens - Saint-Pol-sur-Ternoise ;
- Crécy-en-Ponthieu - Bapaume ;
- Auxi-le-Château - Acheux-en-Amiénois.

En 2019, la localité est desservie par les lignes d'autocars du réseau Trans'80, Hauts-de-France, tous les jours sauf le dimanche et les jours fériés.

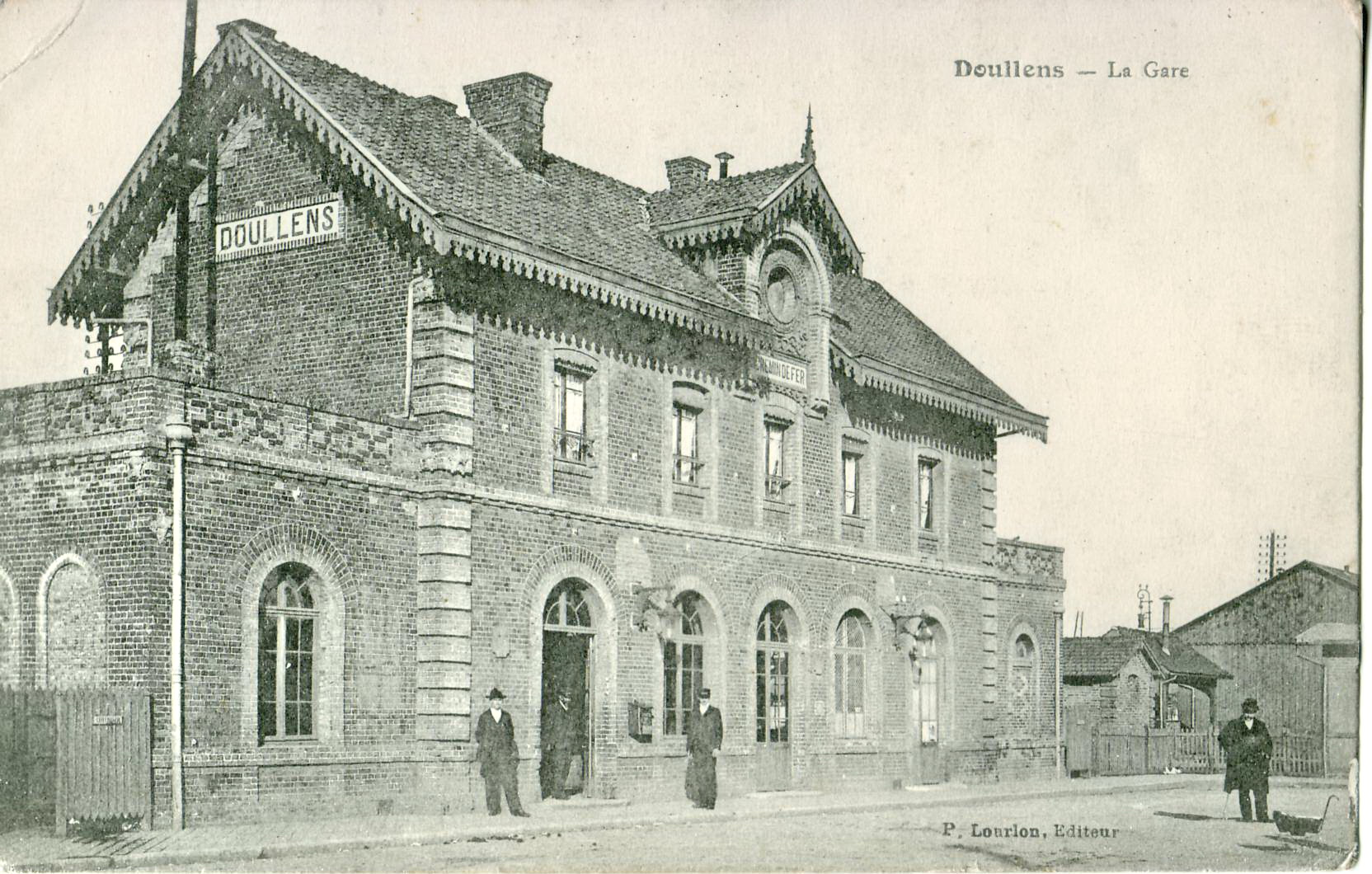
La gare de Doullens, vue au début du XX.

Doullens est un ancien nœud ferroviaire local, car sa gare était reliée à Canaples, Frévent et Arras, ainsi qu'à Albert. Devenue un cul-de-sac dans les années 1970, la gare a finalement été détruite, pour être remplacée à la fin de 2009 par une zone commerciale.
La section de 45 km Doullens-Flesselles de l'ancienne voie ferrée Amiens-Arras est fermée au trafic voyageurs depuis 1938, elle a été fermée au trafic de fret depuis le début des années 2000.
En 2018 un projet vise à la reconvertir en chemin de randonnée, véloroute et/ou voie verte pour compléter le maillage de véloroutes et voies vertes en place autour du Doullennais (entre baie de Somme et Péronne ; Abbeville et Bernâtre ; Arras et Corbie ; Le Touquet et Arras ; et l'Eurovéloroute France-Ukraine, en lien avec la communauté de communes Nièvre et Somme), au profit d'un tourisme vert. 
La SNCF accepte de rétrocéder la voie à l'intercommunalité  mais il resterait à adapter cinq des quatorze ponts ferroviaires.

## Toponymie

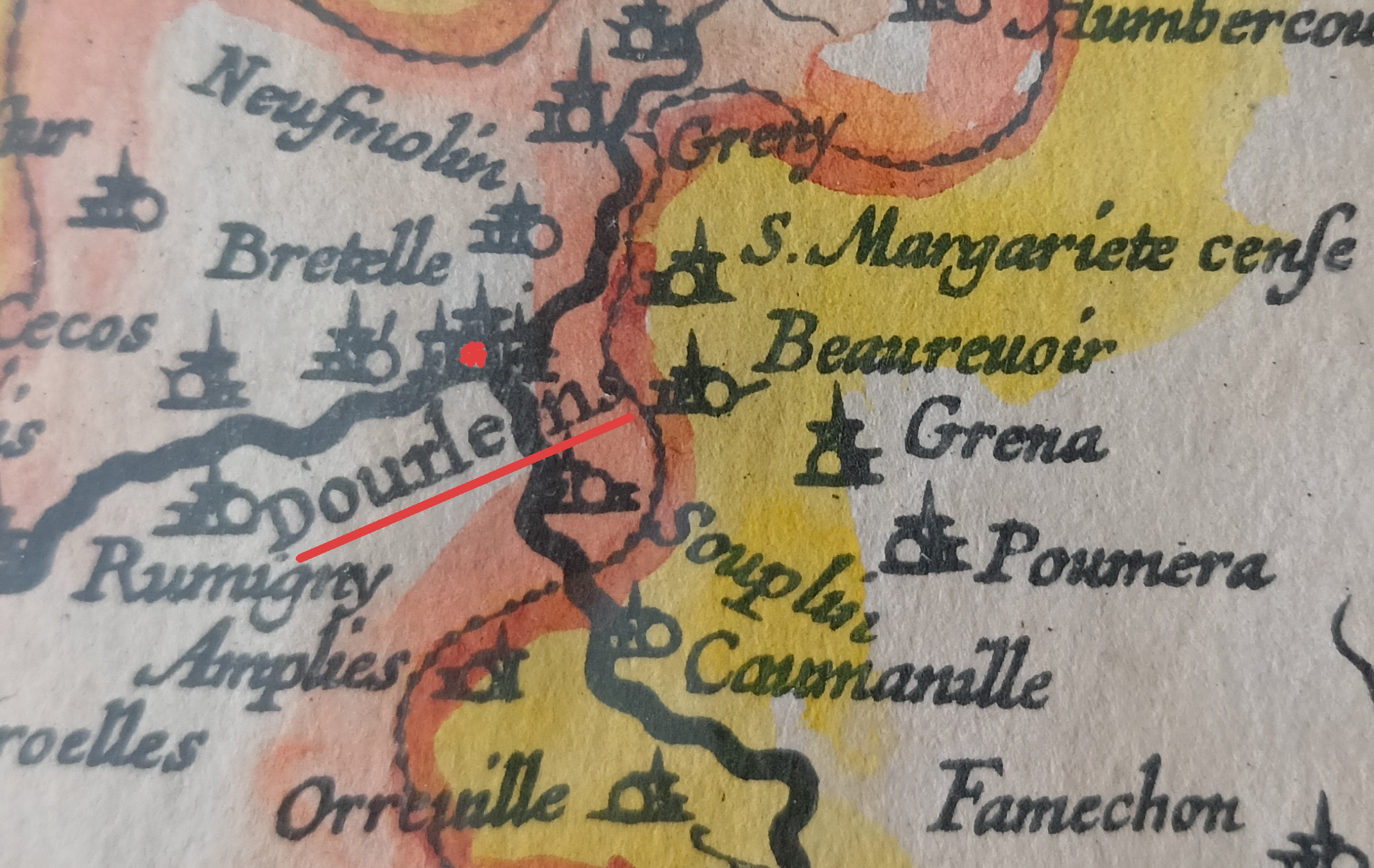
Sur une carte de la Picardie de 1620, Doullens se nommait Dourlens.

Le lieu est attesté sous les formes Donincum en 931,, Dorlens en 1075, Dourlens en 1100, Dourleng en 1147, Dollendum en 1195, Durlenz au XIIe siècle, Dorlenc en 1238, Dorlans en 1260. Les formes Durlendo, Dullendio, latinisations plus tardives, sont peu fiables.
La commune est appelée parfois aussi Dourlens dans les documents anciens, ce qui reflète la prononciation picarde locale.
Le chanoine François Falc'hun propose une origine celtique : le mot dol (dolen) se traduisant en français par « méandre ». Avant le détournement de la Grouches en 1950, la langue de terre était enserrée dans un méandre de rivière, explication qui ne tient pas compte des formes les plus anciennes, toutes régulières, en Dorl- / Durl-. L'élément Dol- est juste attesté par des mentions latinisées isolées et tardives.
Albert Dauzat et Charles Rostaing ne se basent que sur la forme la plus ancienne de 931 et considèrent que le second élément est le suffixe gaulois -inco-, souvent confondu par la suite avec le suffixe -ing-os, d'origine germanique -ing(en), qui est à l'origine de la plupart des finales -ans / -ens de la toponymie française. Le premier élément serait le nom de personne gaulois Donnos. Cependant, cette forme précoce n'est pas confortée par les formes postérieures. En effet, il est difficile d'admettre l'évolution phonétique de Donincum en Dorlens / Dourleng en une centaine d'années. En tout cas, le suffixe -eng de 1147 est sans doute lié à l'attraction du suffixe germanique -ing(en).
Ernest Nègre suggère, quant à lui, un nom de personne germanique Thorellus, suivi du suffixe -ing-os de même origine.
En tout cas, la forme Doullens actuelle s'explique très bien par un cheminement phonétique régulier de *durlingos > Dorlens (o note ou [u] en ancien français), à la forme actuelle Doullens (assimilation de [r] à [l]).
En picard: Dourlin.

## Histoire

### Moyen Âge
Au Moyen Âge, un prieuré bénédictin affilié à l'ordre de Cluny est fondé à Doullens, placé sous le vocable de Saint-Michel et dépendant du prieuré Saint-Pierre et Saint-Paul d'Abbeville.
L'abbaye Saint-Michel de Doullens de moniales bénédictines, est fondée, en 1104 vraisemblablement, par le comte de Ponthieu.
En 1202, Doullens obtient sa première charte communale.
La ville est réunie à la Couronne de France en 1225. Place forte importante, Doullens est brûlée par Louis XI pour la punir de s'être ouvertement mise du côté de Charles le Téméraire.

### Époque moderne

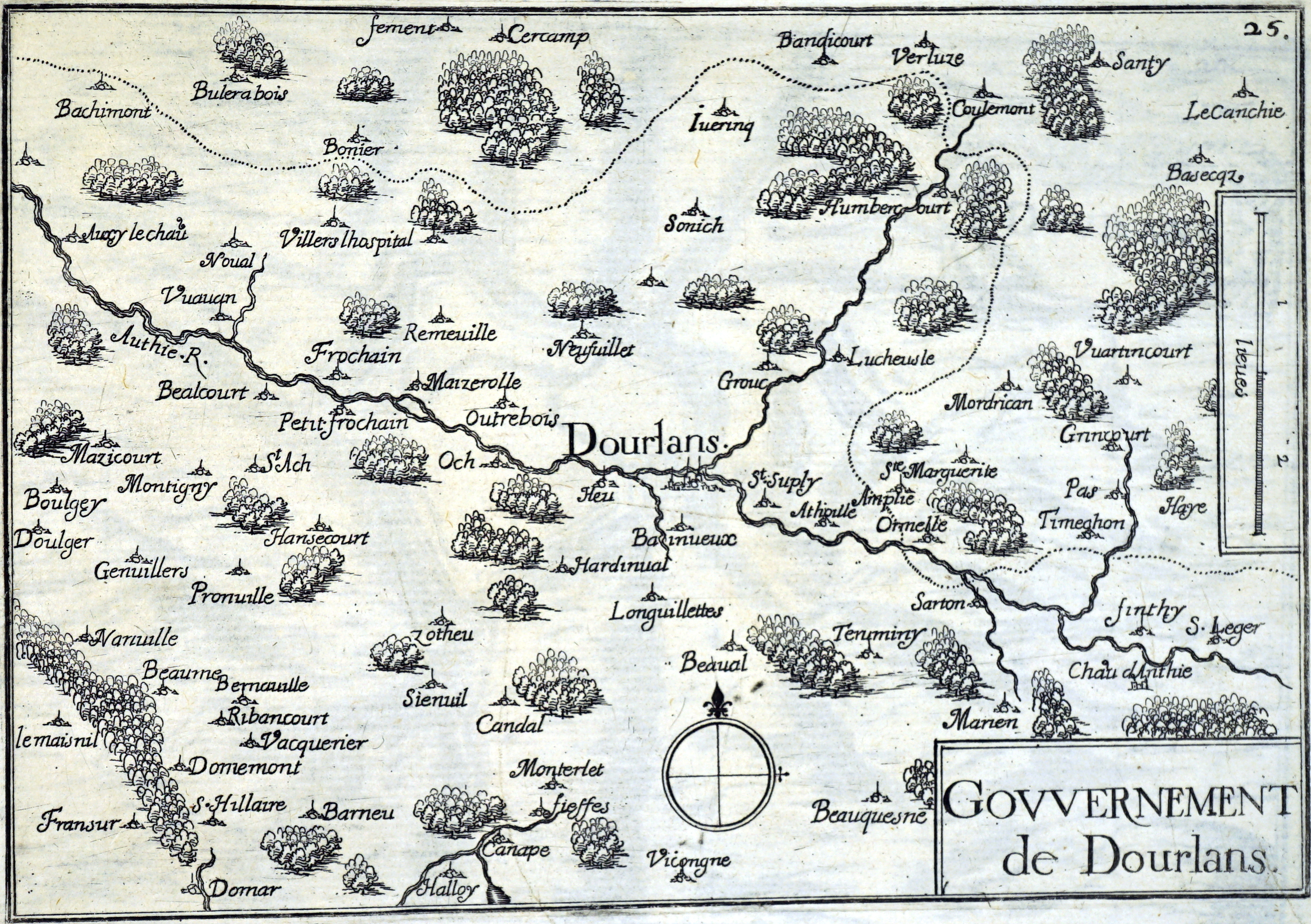
Carte de Doullens en 1634 par Christophe Tassin, bibliothèque Carnegie (Reims).

- L'église Saint-Pierre. Elle est saccagée en 1522 par les Impériaux qui en fondent les cloches puis à nouveau le 31 juillet 1585 par les troupes espagnols qui l'incendient. La construction fait ensuite l'objet d'une rénovation.
- 24 juillet 1595 : Bataille de Doullens : alors que les Espagnols et la Ligue ont été battus en juin à Fontaine-Française, une armée espagnole bouscule l'armée royale à Doullens (600 gentilshommes tués).

Dans la prise de Doullens qui suit, 4 000 personnes sont massacrées. Valentin de Pardieu, seigneur de la Motte, seigneur d'Esquelbecq, gouverneur de Gravelines et de Tournehem, redouté capitaine de  Philippe II d'Espagne et grand-maître de l'artillerie espagnole meurt au siège de Doullens le 16 juillet 1595. L'histoire dit qu'il a été emporté par un boulet de canon ou par un projectile d'arquebuse.
- Le 2 mai 1598 : à la paix de Vervins, Doullens fait retour à la France.
- De décembre 1718 à 1720, Louis-Auguste de Bourbon, duc du Maine, compromis dans la conspiration de Cellamare, est enfermé dans la forteresse.

### Révolution française et Empire
La ville est chef-lieu du district de Doullens de 1790 à 1795 et de l'arrondissement de Doullens de 1800 à 1926.
L'église Saint-Pierre est désaffectée en 1790, puis vendue le 28 thermidor de l'an VIII. Elle subit ensuite  de nombreuses destructions et utilisations diverses de ses propriétaires (hangar, remise, atelier...).

### Époque contemporaine
En Août 1837 : Victor Hugo, arrivé en soirée, passe la nuit du 12 au 13 « Au Grand Turc », puis quitte la ville après avoir visité la citadelle pour continuer son voyage touristique vers Arras.
La citadelle de Doullens  est utilisée comme prison d'Auguste Blanqui, d'Armand Barbès et de François-Vincent Raspail.

Doullens au tout début du XXe siècle
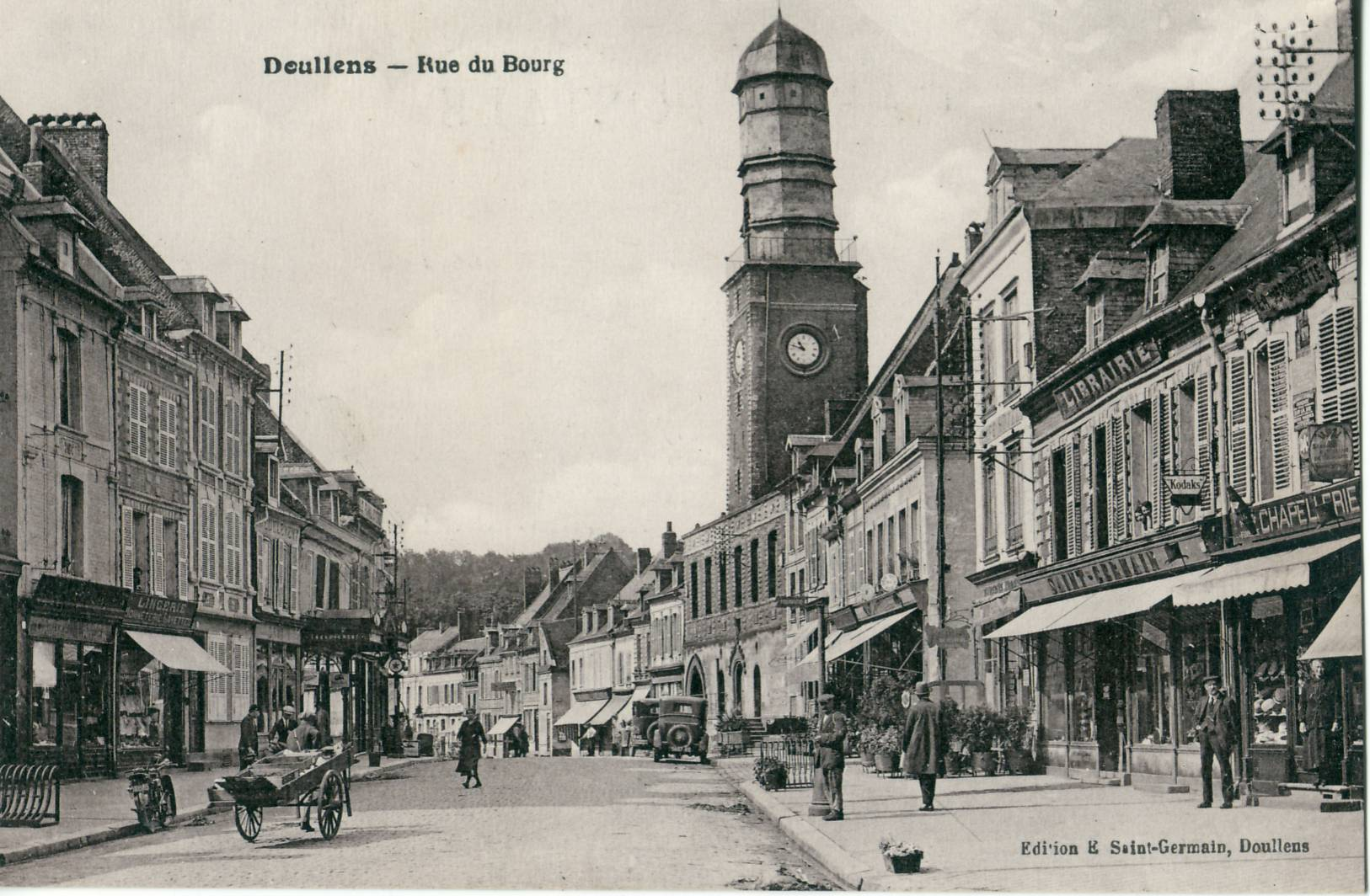
Doullens et son beffroi.
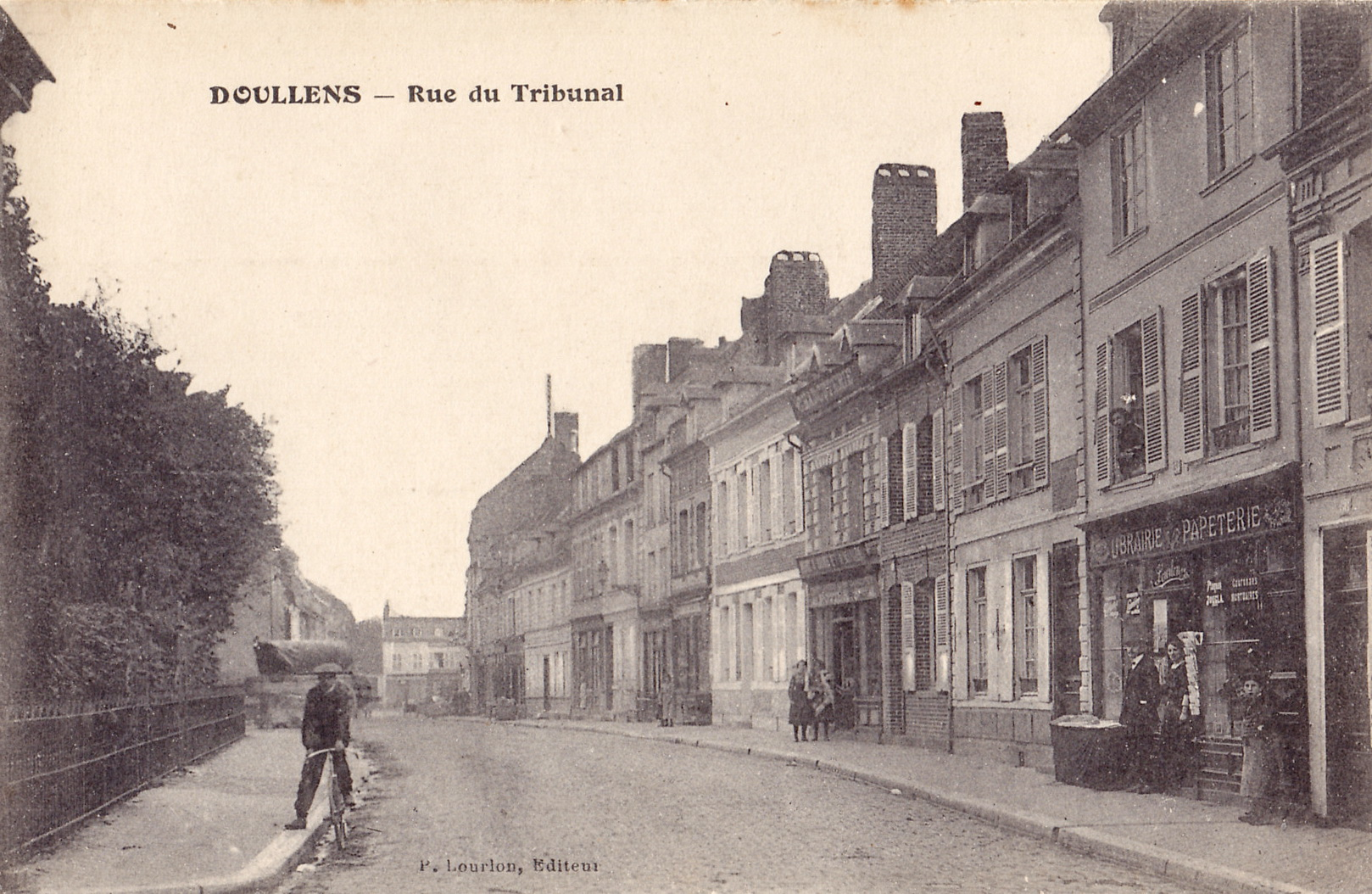
La rue du Tribunal.

- Durant la Première Guerre mondiale, un hôpital militaire français et canadien est installé dans la Citadelle[41]. Le 25 mars 1918, une réunion a lieu entre l'armée britannique et l'armée française, afin de contrer l'offensive du printemps. Ce jour-là, se réunissent le ministre Georges Clemenceau, le général Henry Hughes Wilson, le ministre Alfred Milner, le général Douglas Haig, le général Henri Mordacq, le général Ferdinand Foch , le général Maxime Weygand, le président Raymond Poincaré, le général Paul-Louis Duparge et le général Philippe Pétain.
- 1918 : le 26 mars, le Commandement Unique des forces alliées sur le front occidental est confié au général Foch. La signature a lieu dans une salle de l'hôtel de ville qui porte aujourd'hui ce nom. Le signataire représentant le gouvernement français était Georges Clemenceau, en tant que président du Conseil.

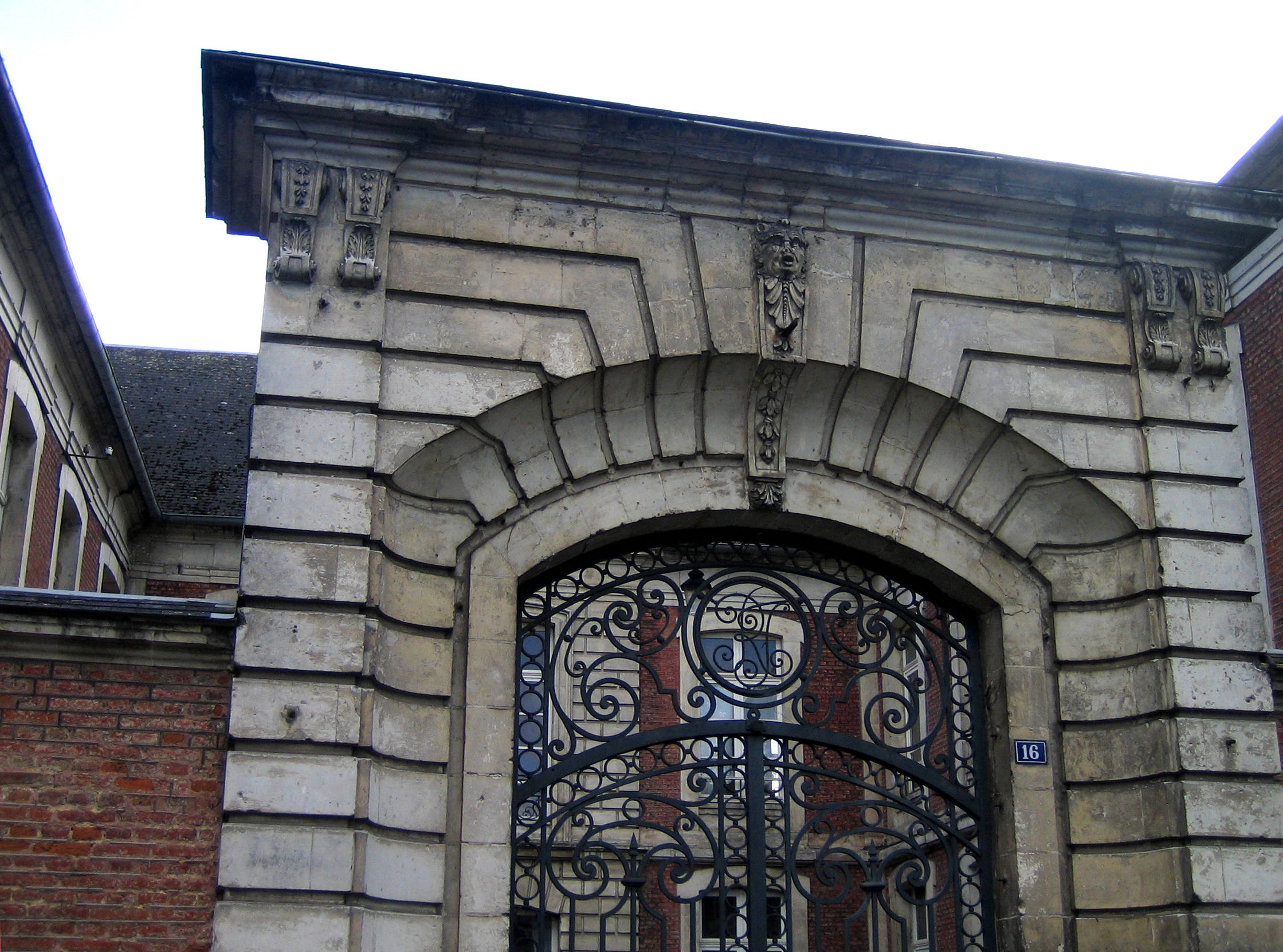
Le porche de l'ancienne sous-préfecture, avec sa grille en fer forgé comportant les initiales de la République française.

- 1926 : Doullens perd son statut de sous-préfecture[40].
- 1935 : à la suite de l'implication des commerçants, créant le syndicat d'initiative, est fabriqué pour la semaine commerciale un géant en osier de six mètres de haut. Le personnage représenté est connu localement depuis une dizaine d'années : « Florimond Long Minton », héros d'une série de contes écrits par l'imprimeur-éditeur de la ville, Charles Dessaint. Exhibé pour la première fois le 10 novembre 1935, il fait la joie des petits et des grands jusque dans les années 1940, dans bon nombre de localités du département.
Doullens, comme d'autres villes françaises, connaît (dans les cinq années précédant immédiatement la Seconde Guerre mondiale) une effervescence culturelle populaire, qui n'est pas sans être en relation avec le bouillonnement politique de l'époque, le Front populaire.
- 1937 : la ville fête avec un certain faste le 5e centenaire des Archers de Doullens[Note 7]. Une grande partie de la population participe à l'animation musicale et costumée : parades, défilés, etc. dont la mise en place est sous le « patronage » de Léo Lagrange, sous-secrétaire d'État de l'Organisation des Loisirs et des Sports, qualifié à l'époque, dans la presse nationale, par les opposants de droite et d'extrême-droite de « ministre de la paresse ». Cette fête se déroule les 19 et 20 juin 1937, juste la veille de la démission de Léon Blum.
- Pendant la Seconde Guerre mondiale, du 9 septembre 1941 au 31 mars 1943, la citadelle de Doullens est un camp d'internement français, le camp de Doullens où sont incarcérés  dans des conditions sanitaires déplorables, des opposants politiques au Régime de Vichy, des résistants, des otages, des juifs et des trafiquants du marché noir. Il sert d'annexe du camp de Buchenwald et des prisonniers y sont déportés pour construire les rampes de lancement des missiles V1 et V2 sur les côtes de la Manche[41].

- Dans les années 1950, la citadelle est utilisée comme prison pour femmes.
- Après l'indépendance de l'Algérie, 500 à 600 harkis sont enfermés à la citadelle de Doullens entre 1962 et 1965[42],[43],[44].

## Politique et administration

### Rattachements administratifs et électoraux

#### Rattachements administratifs
La commune, anciennement chef-lieu de l'arrondissement de Doullens, se trouve, depuis 1926, dans l'arrondissement d'Amiens du département de la Somme.
Elle était partie depuis 1793 le chef-lieu du canton de Doullens. Dans le cadre du redécoupage cantonal de 2014 en France, cette circonscription administrative territoriale a disparu, et le canton n'est plus qu'une circonscription électorale.

#### Rattachements électoraux
Pour les élections départementales, la commune fait partie depuis 2014 d'un nouveau canton de Doullens porté de 14 à 44 communes.
Pour l'élection des députés, elle fait partiedepuis 1988 de la quatrième circonscription de la Somme.

### Intercommunalité
Doullens était le siège de la communauté de communes du Doullennais, créé fin 1992.
Dans le cadre des dispositions de la loi portant nouvelle organisation territoriale de la République du 7 août 2015, qui prévoit que les établissements publics de coopération intercommunale (EPCI) à fiscalité propre doivent avoir un minimum de 15 000 habitants, cette intercommunalité fusionne avec ses voisines pour former, le 1er janvier 2017, la communauté de communes du Territoire Nord Picardie dont la ville est désormais le siège.

### Tendances politiques et résultats
Lors du second tour des élections municipales de 2014 dans la Somme, la liste UDI menée par le maire sortant Christian Vlaeminck obtient la majorité absolue des suffrages exprimés avec 1 494 voix (50,90 %, 22 conseillers municipaux élus dont  14 communautaires), devançant de 53 voix celle DVG menée par William Ngassam (1 441 voix, 49,09 %, 7 conseillers municipaux élus dont 4 communautaires.
Lors de ce scrutin, 32,83 % des électeurs se sont abstenus.
Lors du second tour des élections municipales de 2020 dans la Somme, la liste DIV - DVC menée par Christelle Hiver — soutenue par le maire sortant Christian Vlaeminck qui ne se représentait pas — a obtenu la majorité des suffrages exprimés, avec 912 voix (47,20 %, 22 conseillers municipaux élus dont 11 communautaires), devançant largement les listes menées respectivement par : 

- Romain Delamotte  (DVG, 542 voix, 28,05 %, 4 conseillers municipaux élus dont 2 communautaires) ;

- Fanny Deléstré  (LR, 318 voix, 16,45 %, 2 conseillers municipaux élus dont 1 communautaire) ;

-  William Ngassam  (LREM - DVC, 160 voix, 8,28 %, 1 conseiller municipal élu) ;

Lors de ce scrutin marqué par la pandémie de Covid-19 en France, 54,57 %  des électeurs se sont abstenus.

### Administration municipale
Le nombre d'habitants étant compris entre 5 000 et 9 999 au dernier recensement, le nombre de membres du conseil municipal est de 29.

### Jumelages
En 2009, la ville de Doullens est jumelée avec :
- Much (Allemagne) depuis 1976[56].

## Équipements et services publics

### Espaces publics
Doullens bénéficie du label « ville fleurie » avec trois fleurs attribuées par le Conseil national des villes et villages fleuris de France au concours des villes et villages fleuris et espère le maintien de cette distinction en 2018.

### Enseignement
Doullens est située dans l'académie d'Amiens (région académique de Lille).
Enseignement public
- Enseignement primaire et maternel : En 2009, la ville finance le fonctionnement et l'équipement de deux écoles maternelles (Lavarenne et Tivoli)[59] et deux écoles élémentaires (Étienne-Marchand et Les Tilleuls)[60] communales.
- Collège Jean-Rostand : En 2014, le département finance le fonctionnement et l'équipement du collège Jean-Rostand[61].
- Lycée général et des métiers du Val-d'Authie : La région Hauts-de-France finance le fonctionnement et l'équipement du lycée général et des métiers du Val-d'Authie[61]. Celui-ci devient, en 2022, un partenaires de Sciences Po Paris en ouvrant des  ateliers « Premier campus » permettent aux lycéens de s'y préparer[62].

L'établissement pour l'insertion dans l'emploi (Epide) de Doullens accueille en internat pour des cursus de 8 à 24 mois   81 volontaires, des jeunes âgés de 18 à 25 ans sortis du système scolaire, sans diplôme ni qualification.
Enseignement privé
- Il existe deux établissements privés : 
  - L'école Sainte-Jeanne-d'Arc (école maternelle[59] et école élémentaire[60])
Cet établissement a pris la suite du pensionnat des Dames de Louvencourt qui fut supprimé avec la loi de séparation des Églises et de l'État en 1905. Sainte-Jeanne-d'Arc fut un établissement pour jeunes filles, tenu par les religieuses de la sainte famille, où il était possible d'aller jusqu'à la 3e. Lors du passage à la mixité, l'établissement s'est orienté en maternelle et primaire, le secondaire a été transféré au collège Montalembert, qui accueille désormais le collège et lycée, et Sainte-Jeanne-d'Arc les écoles maternelles et primaires. Les deux établissements sont indépendants.
  - Le collège-lycée Montalembert[61],[64] :
Cet établissement a pris la suite de l'institution Notre-Dame fondée au XIXe siècle par Auguste Lecocq qui avait également fondé la banque de Doullens, dite Banque Lecocq. 
L'établissement s'est appelé pendant de nombreuses années « École Moderne ». L'École Moderne fut créé à la suite de la loi de séparation de l'Église et de l'État en 1905, avec pour but de maintenir un établissement catholique sur Doullens. L'enseignement y était donc donné par des laïcs. Mais le clergé fut toujours présent au côté des enseignants. 
C'était une institution pour garçons qui appliquait les méthodes éducatives des frères des écoles chrétiennes. 
Aujourd'hui, l'établissement est mixte. En 2008, le taux de réussite au bac a été de 95 % et le taux d'accès seconde → bac de 34 %. Ce qui place cet établissement au 10e rang des lycées de la Somme[65]. En septembre 2009, Montalembert a vu Françoise Bellettre prendre sa retraite. Directrice depuis 1997, elle avait été précédée de Philippe Berthelot, de l'abbé Bray, de l'abbé Durand et de l'abbé Malgras[66]..

### Équipements culturels
Parmi les activités répertoriées par le site municipal, on peut citer l'orchestre à Vent de Doullens, composé de 80 musiciens ; il est classé en division Prestige, plus haut niveau amateur de la confédération musicale de France.

### Santé
Le centre hospitalier de Doullens, situé rue de Routequeue, dispose en 2014 de services de consultation de médecine, de médecine spécialisée et chirurgicale, de diététique, gynécologie, obstétrique et pédiatrie. Il dispose d'unités d'hospitalisation de médecine, d'un service de soins de suite et de réadaptation, de soins continus, et d'une équipe mobile de soins palliatifs et également d'un service d'endoscopie ambulatoire, de chimiothérapie et de soins de longue durée. Le centre hospitalier possède également un service d'urgences.
En 2023 ouvre le nouveau centre de soins gériatriques de l'hôpital, de 128 lits  qui remplaça des installations inadaptées.

### Équipements sportifs

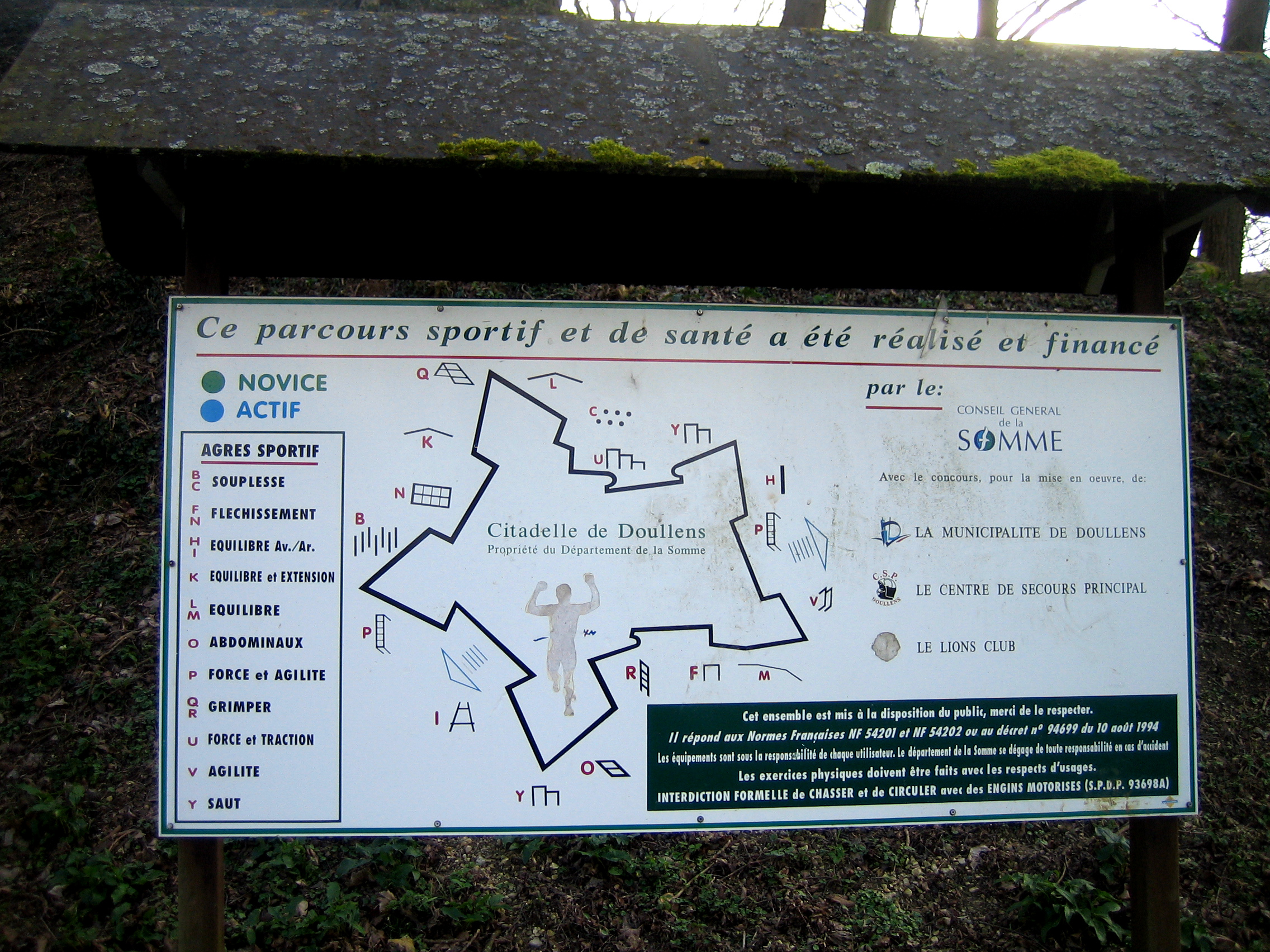
Parcours sportif autour de la Citadelle.

Le pourtour extérieur de la Citadelle (au sud de la ville), le long des murailles, est aménagé en parcours sportif.
L'ancienne piscine municipale Marc-Revaux, construite en 1975/1976, ferme en 2022 et est remplacée par un nouveau centre nautique dénomé l'Eldorado.

### Justice, sécurité, secours et défense

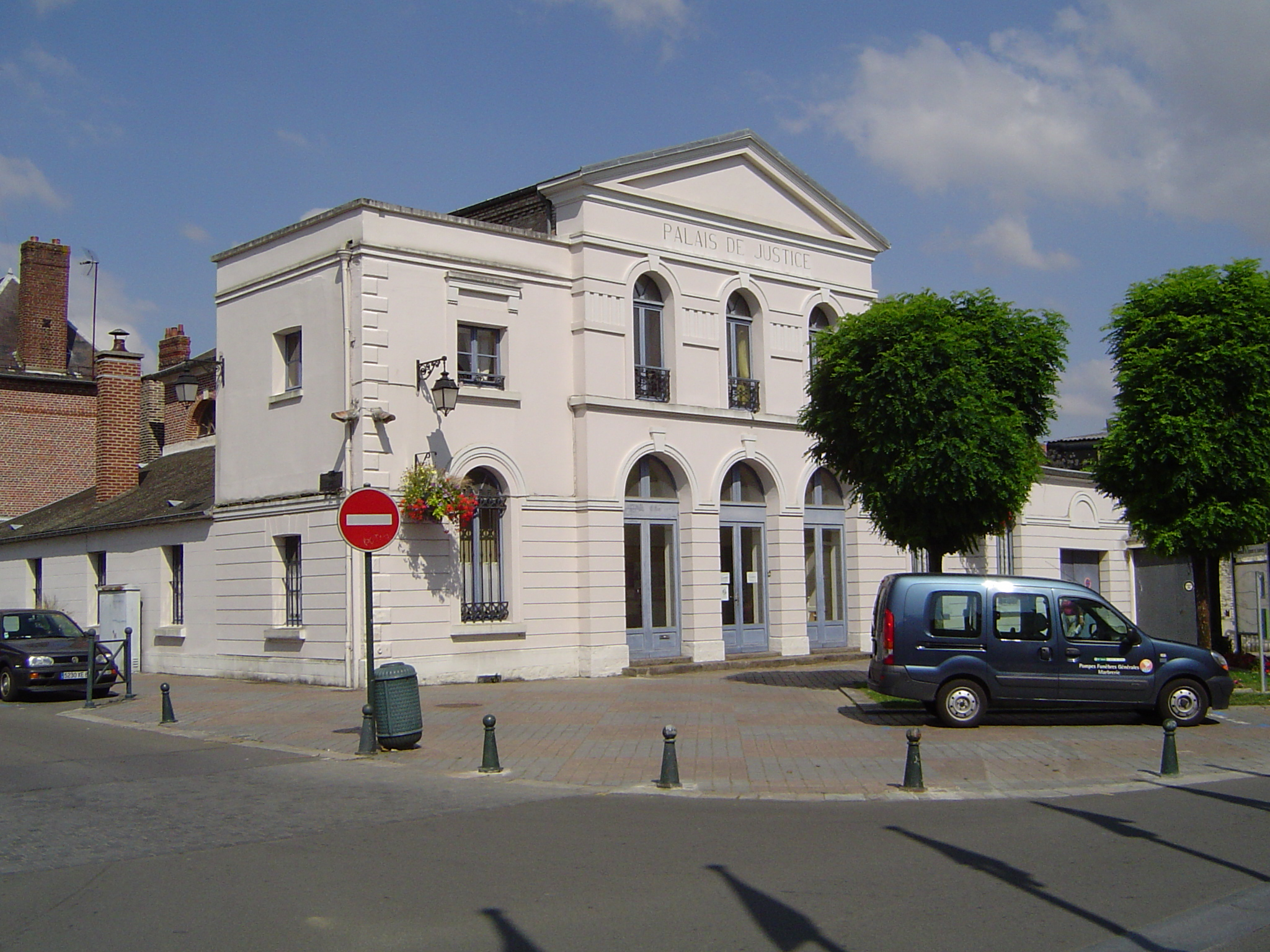
Le palais de justice.

Doullens disposait d'un tribunal d'instance, et d'un tribunal paritaire des baux ruraux fermés le 31 décembre 2009, pour être regroupés avec ceux d'Amiens. Avant la réforme de 1958, Doullens possédait même un tribunal de grande instance, regroupé avec celui d'Amiens. La ville comptait trois avoués plaidants[réf. nécessaire].
La ville fut le siège de la Base aérienne 922, une base radar de l'Armée de l'air créée en 1951 sous le nom de Station Maitre Radar 12/901 et dissoute en 2006. La base vie était située en périphérie de la ville, à sa sortie est, les sites opérationnels étant localisés à une douzaine de kilomètres, sur les communes de Pommera, Mondicourt, Humbercourt et Lucheux. La base vie héberge, maintenant, un EPIDE.
La ville s'est doté d'un service de police municipale renforcé en 2022, et qui gère un système de vidéosurveillance de l'espace public doté d'une cinquantaine de caméras,.

## Population et société

### Démographie

#### Évolution démographique
L'évolution du nombre d'habitants est connue à travers les recensements de la population effectués dans la commune depuis 1793. Pour les communes de moins de 10 000 habitants, une enquête de recensement portant sur toute la population est réalisée tous les cinq ans, les populations de référence des années intermédiaires étant quant à elles estimées par interpolation ou extrapolation. Pour la commune, le premier recensement exhaustif entrant dans le cadre du nouveau dispositif a été réalisé en 2004.

En 2022, la commune comptait 5 814 habitants, en évolution de −7,41 % par rapport à 2016 (Somme : −1,26 %, France hors Mayotte : +2,11 %).
| 1793  | 1800  | 1806  | 1821  | 1831  | 1836  | 1841  | 1846  | 1851  |
| ----- | ----- | ----- | ----- | ----- | ----- | ----- | ----- | ----- |
| 3 000 | 2 946 | 3 457 | 3 504 | 3 703 | 3 912 | 4 294 | 4 382 | 4 357 |

| 1856  | 1861  | 1866  | 1872  | 1876  | 1881  | 1886  | 1891  | 1896  |
| ----- | ----- | ----- | ----- | ----- | ----- | ----- | ----- | ----- |
| 4 527 | 4 930 | 4 706 | 4 749 | 4 810 | 4 647 | 4 378 | 4 631 | 4 575 |

| 1901  | 1906  | 1911  | 1921  | 1926  | 1931  | 1936  | 1946  | 1954  |
| ----- | ----- | ----- | ----- | ----- | ----- | ----- | ----- | ----- |
| 5 253 | 5 927 | 6 075 | 5 804 | 5 699 | 5 705 | 5 770 | 5 404 | 6 169 |

| 1962  | 1968  | 1975  | 1982  | 1990  | 1999  | 2004  | 2006  | 2009  |
| ----- | ----- | ----- | ----- | ----- | ----- | ----- | ----- | ----- |
| 6 321 | 7 119 | 7 495 | 7 054 | 6 615 | 6 279 | 6 283 | 6 252 | 6 569 |

| 2014  | 2019  | 2022  | - | - | - | - | - | - |
| ----- | ----- | ----- | - | - | - | - | - | - |
| 6 351 | 5 890 | 5 814 | - | - | - | - | - | - |

#### Pyramide des âges
La population de la commune est relativement jeune.
En 2018, le taux de personnes d'un âge inférieur à 30 ans s'élève à 35,5 %, soit en dessous de la moyenne départementale (36,4 %). À l'inverse, le taux de personnes d'âge supérieur à 60 ans est de 29,9 % la même année, alors qu'il est de 26,0 % au niveau départemental.
En 2018, la commune comptait 2 871 hommes pour 3 127 femmes, soit un taux de 52,13 % de femmes, légèrement supérieur au taux départemental (51,49 %).
Les pyramides des âges de la commune et du département s'établissent comme suit.
| Hommes | Classe d’âge | Femmes |
| ------ | ------------ | ------ |
| 0,7    | 90 ou +      | 3,0    |
| 8,2    | 75-89 ans    | 12,6   |
| 16,8   | 60-74 ans    | 18,3   |
| 20,1   | 45-59 ans    | 19,7   |
| 15,5   | 30-44 ans    | 13,9   |
| 21,4   | 15-29 ans    | 15,7   |
| 17,4   | 0-14 ans     | 16,8   |

| Hommes | Classe d’âge | Femmes |
| ------ | ------------ | ------ |
| 0,6    | 90 ou +      | 1,8    |
| 6,7    | 75-89 ans    | 9,4    |
| 17,2   | 60-74 ans    | 18,1   |
| 19,8   | 45-59 ans    | 19,1   |
| 18,2   | 30-44 ans    | 17,5   |
| 19,4   | 15-29 ans    | 18     |
| 18,2   | 0-14 ans     | 16,2   |

### Manifestations culturelles et festivités
Tout les 2 ans a lieu le carnaval de Doullens, qui s'est tenu le 26 juin 2022 après une interruption de 7 ans, a réuni 23 groupes dont une forte délégation dunkerquoise, 380 participants et une dizaine de chars. Les Journées doullennaises des jardins d'agrément (JDJA) , à la citadelle de Doullens, dont la 35e édition a eu lieu fin mai 2022, réunissant 60 exposants.
La Foire Saint-Martin est la fête foraine de la commune qui se déroule chaque année.

### Sports et loisirs
La Compagnie de tir à l'arc, Compagnie des Grands Archers de Saint Sébastien, 1408, a été fondé en 1408 puis devient une association en 1901. L'association est dissoute pendant la révolution Française, mais reprend son activité après le rachat de la Maison des Archers, située au 18 rue des Archers à Doullens. C'est la doyenne des associations doullennaises et certainement l'une des plus anciennes Compagnies de tir à l'arc de France.

### Cultes
Les Doullennais disposent d'un lieu de culte catholique : la commune relève de la paroisse Saint-Pierre-en-Doullennais du diocèse d'Amiens et dispose à Doullens de l'église Notre-Dame. Il existait un temple protestant, lié à l'Église réformée de France : installé le 15 août 1876, il a été fermé le 22 avril 1964 ; quant aux autres cultes, il n'y a ni lieu de culte musulman ni lieu de culte israélite à Doullens.

### Médias
Maurice Quincampoix fonde le premier hebdomadaire de Doullens La Feuille de Doullens en 1825, le tirage est limité à 25 exemplaires en 1844. En 1846, M. Vion, gendre de Maurice Quincampoix remplace La Feuille de Doullens par L'Authie. Après avoir changé plusieurs fois de mains, le journal est racheté par Arthur Lenglet (1875-1957), fin juillet 1927.
Une interruption de la parution a lieu de 1944 à 1952. La diffusion redémarre sous le titre de L'Authie Journal.
En 1957, Arthur Lenglet meurt, son fils Jehan (1908-1971) lui succède. En 1962, le journal s'arrête car Jehan Lenglet, gravement malade, ne peut plus assumer la charge de travail. L'Authie Journal cesse de paraître après que son épouse Marie-Denise, et sa sœur Suzanne, ont tenté durant quelques semaines de continuer la publication. Le cumul de la gestion d'une imprimerie et d'un journal fut trop lourd pour les deux femmes.
Des années 1944 aux années 1980, les Doullennais pouvaient également lire le Journal de Doullens dont la parution était hebdomadaire. Il appartenait à la famille Dessaint, et était dirigé par Maurice Dessaint (1908-1980) et René Dessaint (1911-1949). Le Journal de Doullens avait pris la suite du Petit Doullennais.
Joseph Dessaint (1868-1945) créa le journal Le Petit Doullennais le 2 décembre 1888. Il sera très vite repris par son frère Charles (1874-1941), créateur du personnage de Florimond Long Minton. Il est le père de Maurice et René Dessaint, et il dirigera Le Petit Doullennais jusqu'à sa mort en 1941.
Il existait une opposition entre les deux journaux doullennais. Celle-ci a atteint son apogée durant la période où L'Authie était dirigé par Arthur Lenglet, et Le Petit Doullenais par Charles Dessaint. Les deux hommes se connaissaient bien car ils étaient cousins par alliance et avaient travaillé ensemble dans le passé.

## Économie
Comme l'ensemble de la région, Doullens a perdu la très grande partie de son activité industrielle. Elle a gardé néanmoins une certaine attractivité grâce à son activité commerciale (commerces de détail et moyennes surfaces), artisanale et bancaire.
Les services présents dans la ville sont assez diversifiés dans le domaine de la santé (hôpital, cabinets médicaux, centre médico-psychologique, centre médico-psychologique...) et de l'éducation et de la formation : lycée, collège, écoles primaires et maternelles, I.M.E., C.A.T.

### Revenus de la population et fiscalité
Le revenu fiscal médian par ménage était en 2006 de 13 409 €, ce qui place Doullens au 27 279e rang parmi les 30 687 communes de plus de 50 ménages en métropole.

### Emploi
Doullens dispose, en 2009, d'une antenne de Pôle emploi qui regroupe dix-huit agents (direction, administratifs, conseillers emploi et indemnisation).

### Entreprises
L'activité locale, dynamisée par un relatif éloignement de la métropole régionale, propose aux habitants et à ceux des communes rurales voisines, un ensemble de commerces de proximité et de surfaces commerciales moyennes d'enseignes nationales. Des entreprises y sont ou y ont été implantées comme la Sacco dans l'agro-alimentaire.
Le tissu artisanal local, assez dense, associe pratiquement tous les services utiles à l'habitat et la vie quotidienne.

## Culture locale et patrimoine

### Lieux et monuments

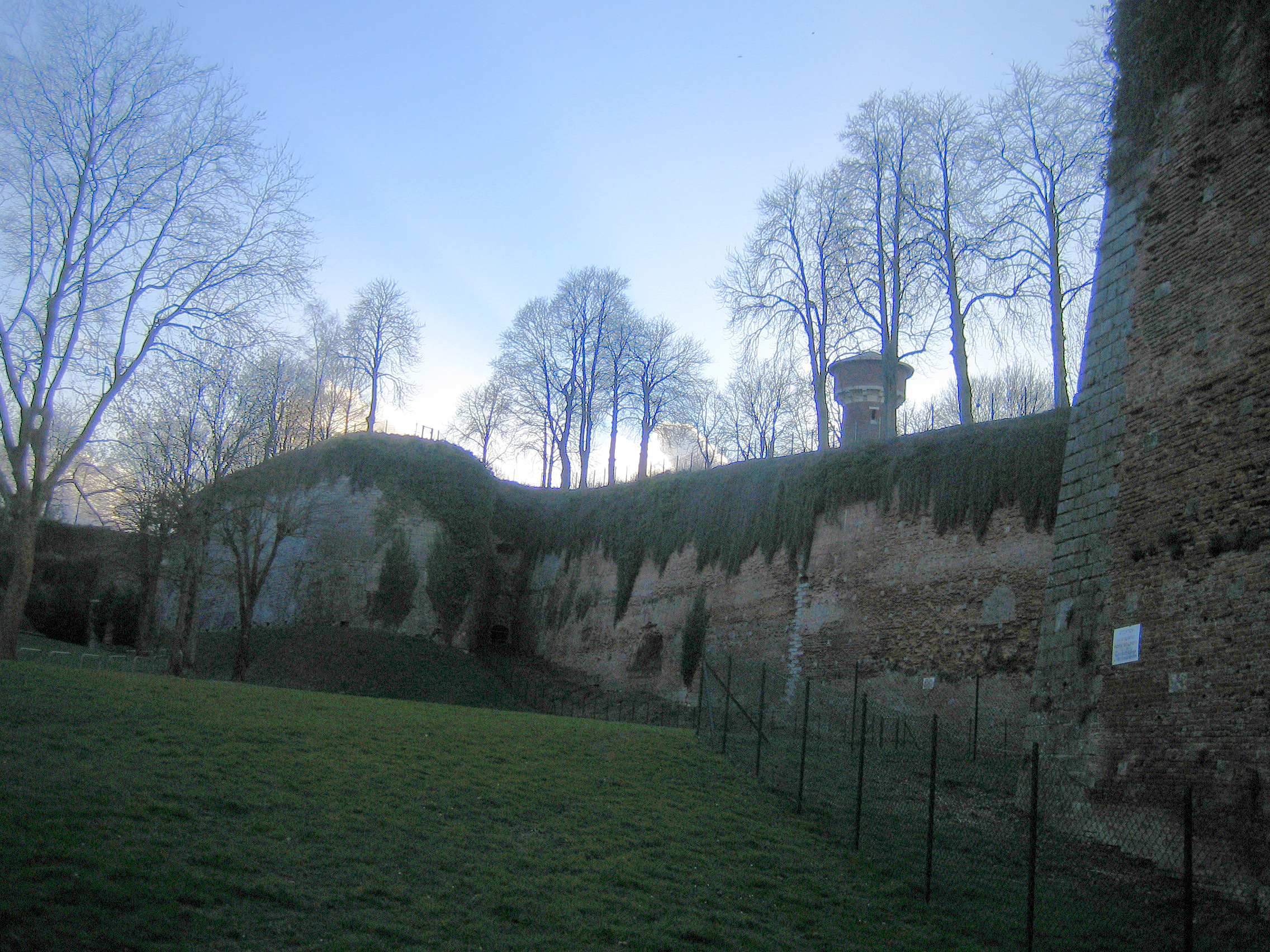
La citadelle.

- La Citadelle de Doullens[90],[91] inscrite au titre des monuments historiques[92] : 
À la périphérie sud de la localité, à droite de la RN 25 en direction d'Amiens, se cache dans la végétation et les talus l'imposante citadelle « en étoile », réalisée par Jean Errard de Bar-le-Duc, plutôt que par Vauban en vue de protéger le royaume de France, contre l'Espagne, qui occupait alors la région nord et la Flandre, et  qui s'étend sur une trentaine d'hectares. C'est le monument le plus riche architecturalement et le plus imposant de la ville.
:Construite sous François Ier par De Castello (1537) et rénovée par Jean Errard de Bar-le-Duc (né en 1554, décédé en 1610)[93], la citadelle se révèle être l'une des toutes premières citadelles réalisées en France. 
Des fouilles archéologiques y sont menées en 2022[41]

- Le beffroi et l'ancienne maison communale : 
Datant de 1275, la tour de Beauval est acquise par la commune en 1363 pour en faire son beffroi. Supprimé en 1781, le beffroi voit les Doullennais murer ses fenêtres en 1791[94].
:Cette ancienne maison communale fait l'objet d'une inscription partielle (façade et couverture sur rue, tour et beffroi en charpente)  Inscrit MH (1966) au titre des monuments historiques[95] et un classement  Patrimoine mondial (2005). La salle qui est au rez-de-chaussée du beffroi de Doullens date du XVe siècle.

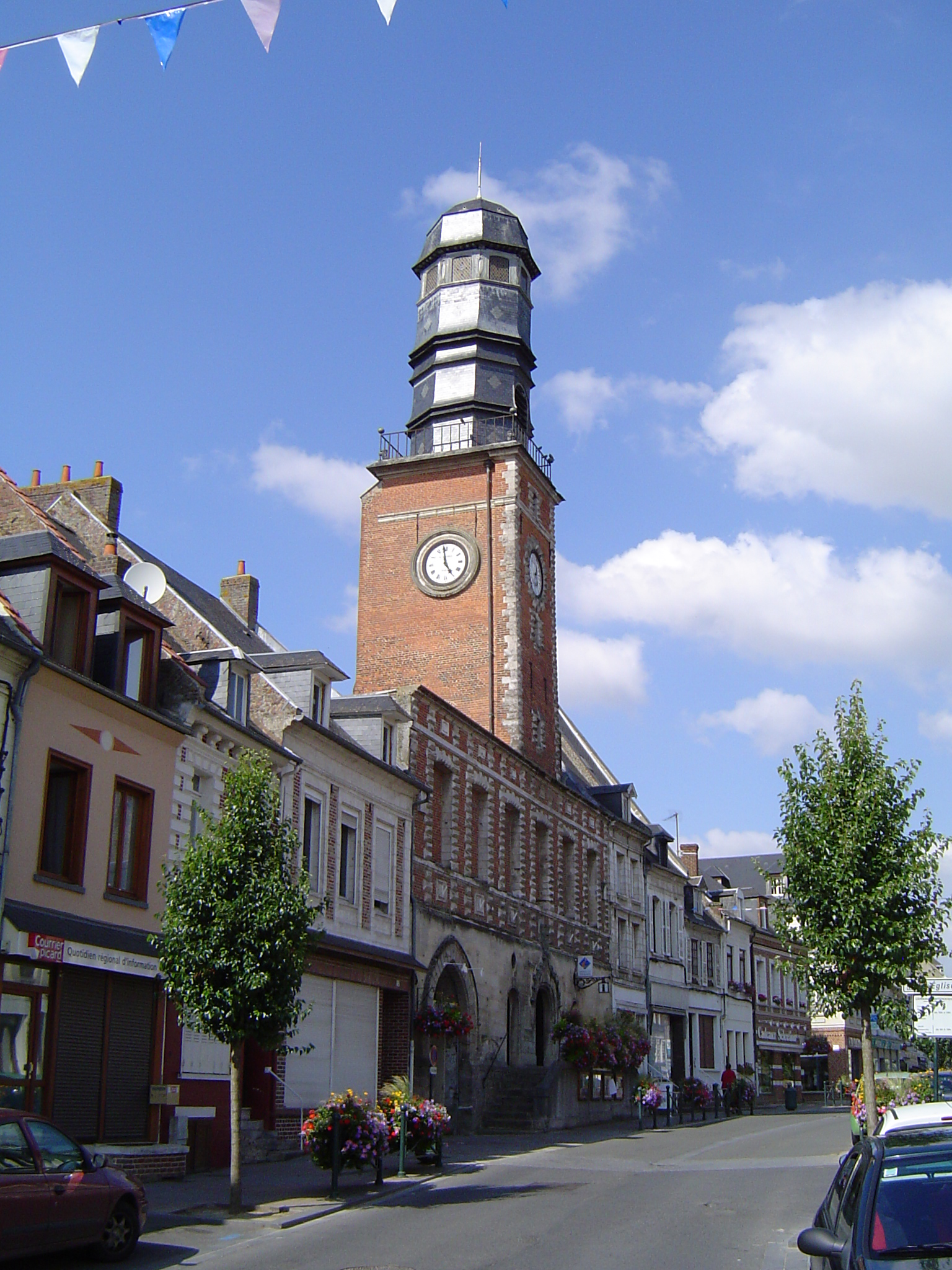
Le beffroi.
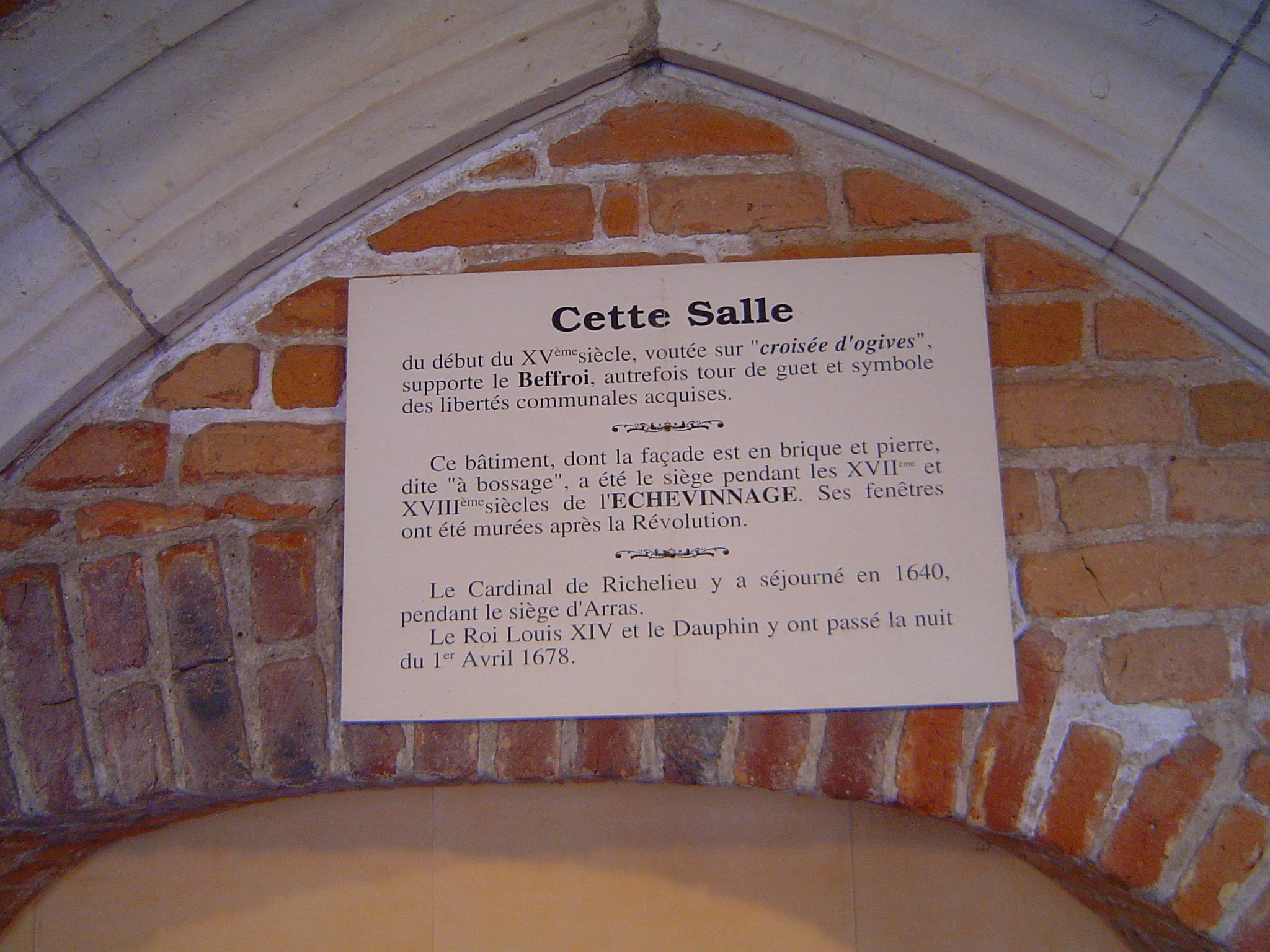
Plaque au rez-de-chaussée du beffroi.

- Église Saint-Pierre[96] : 
L'église  a été construite au XIIIe siècle, le chœur et le clocher ont été reconstruits[97].
Le bâtiment échappe de peu en 1912 à la démolition lors d'un réalignement de rue puis à nouveau en 1924 avec une décision d'achat du conseil municipal pour la détruire.
La réaction des amis du vieux Doullens provoque son classement le 4 septembre 1924 comme Monument Historique[98].

- L'église Notre-Dame, ancienne église Saint-Martin[99] et rebaptisée Notre-Dame en souvenir d'une ancienne église située sur la place Eugène-Andrieu, à l'emplacement de l'ancienne caisse d'épargne.

Les églises Saint-Pierre et Notre-Dame
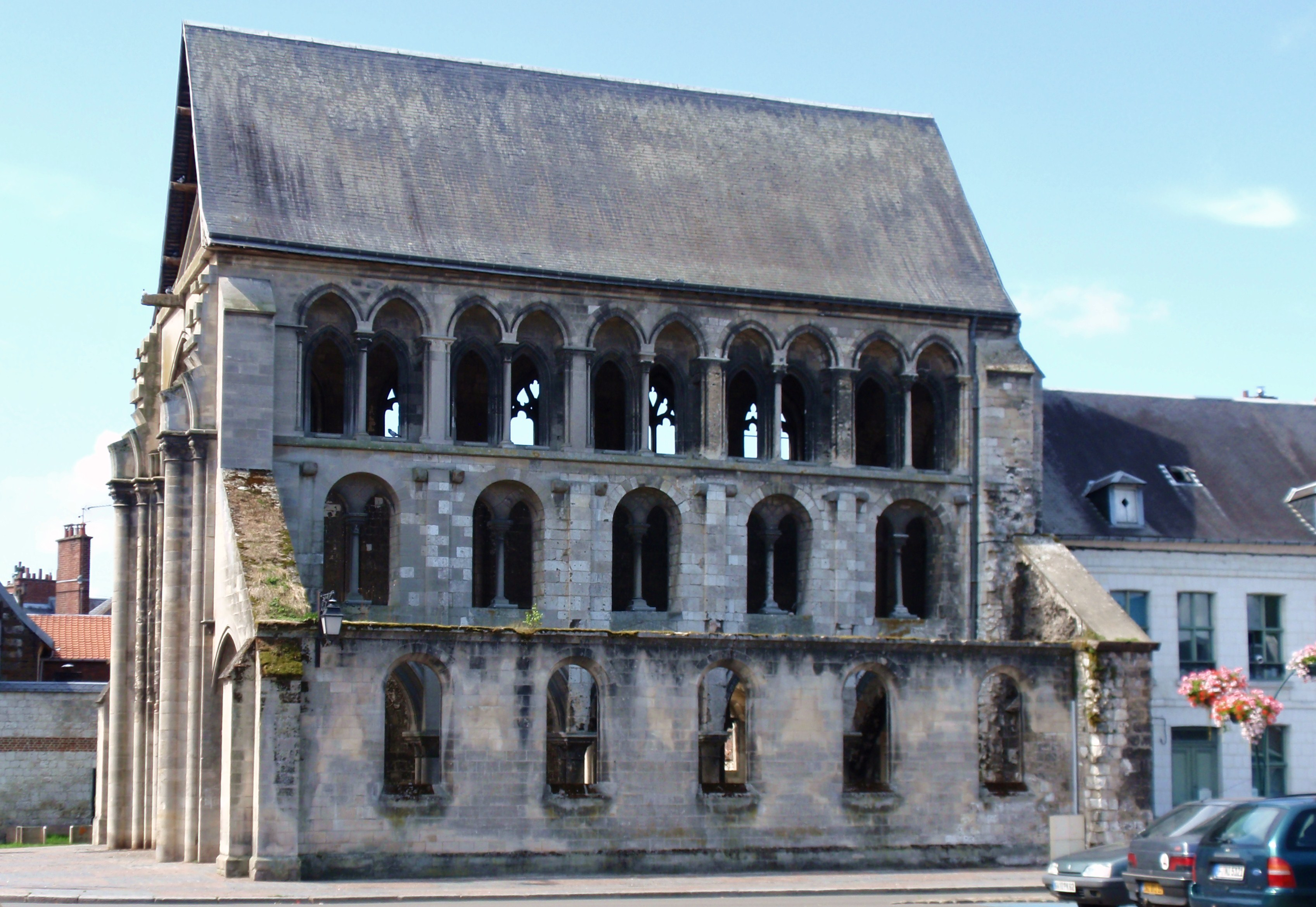
Triforium de l'église Saint-Pierre.
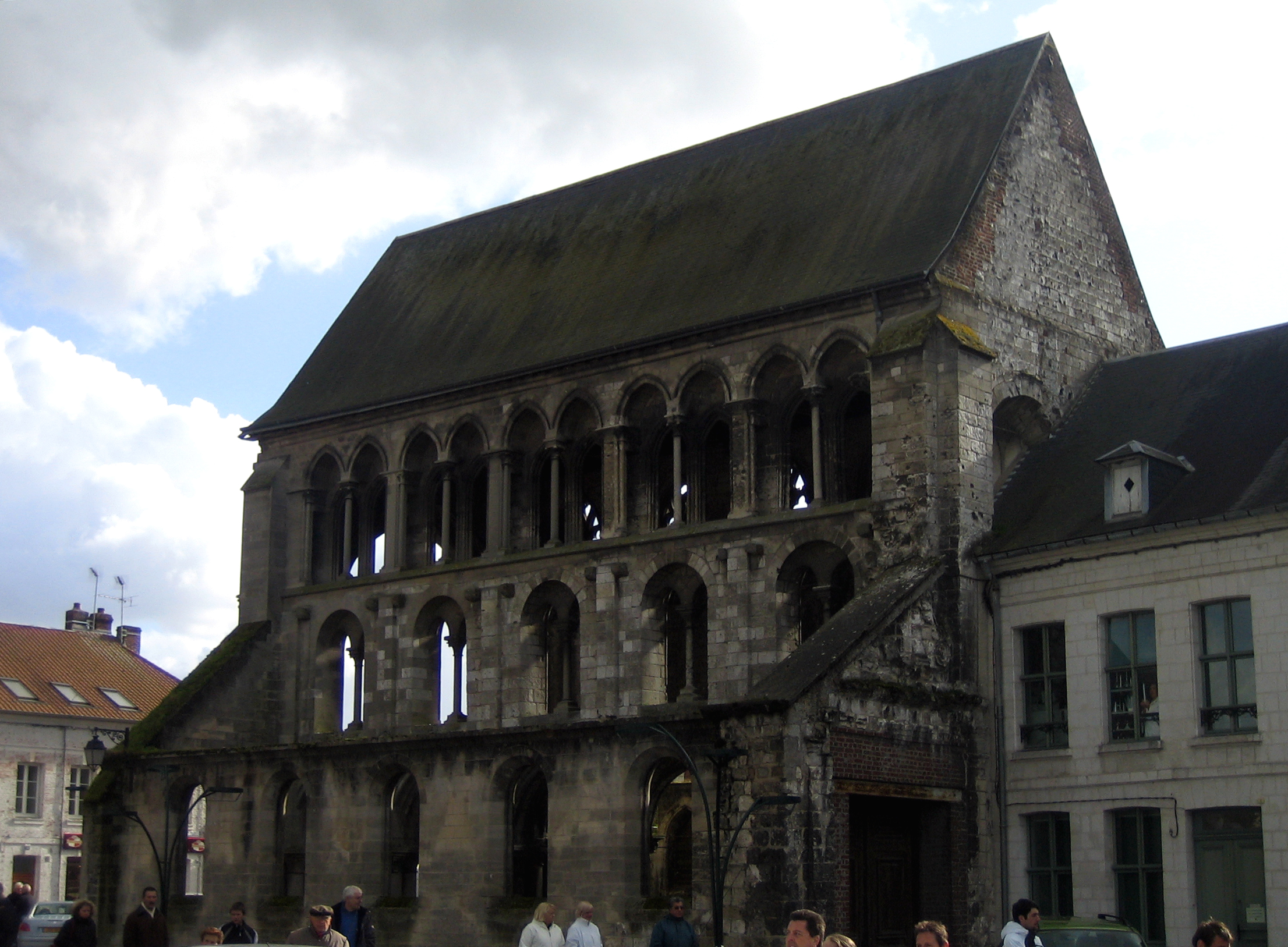
L'église Saint-Pierre.
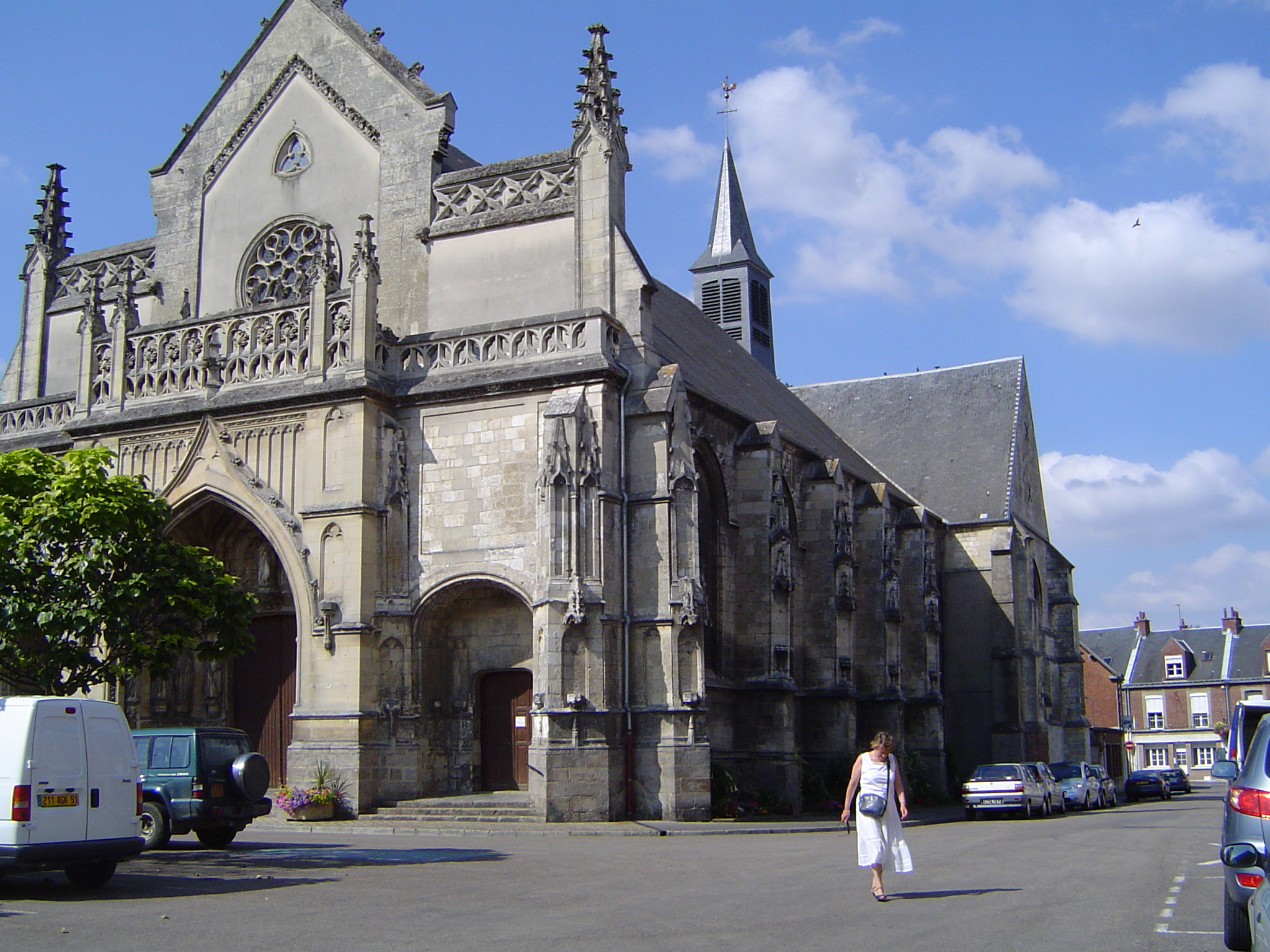
L'église Notre-Dame.

- Hôtel de ville : 
La salle du commandement unique  
L'hôtel de ville a été construit en 1898 par l'architecte Anatole Bienaimé, à l'emplacement de l'ancienne abbaye Saint-Michel. 
La grande salle du premier étage est célèbre pour avoir accueilli, le 26 mars 1918, la réunion tenue par l'état-major allié qui confia le commandement unique au général Foch. Cette salle a été réaménagée en 1937-1938 : vitrail commémoratif conçu par G. Ansart en 1937 et réalisé par le maître verrier Gaudin, deux toiles commémorant l'événement exécutées par le peintre Jonas (1936-1938), bronzes de Sicard représentant Clemenceau et Lord Milner (1918). Cette salle fait l'objet d'un classement au titre des monuments historiques[100].

- Musée Lombart :
Situé rue du Musée. Inauguré en 1908 en présence de nombreuses personnalités dont le maréchal Joffre, le ministre de l'Agriculture Joseph Ruau et Étienne Dujardin-Beaumetz, sous-secrétaire d'État aux Beaux-Arts. 
Les collections qu'il renferme furent offertes par Jules François Lombart, industriel directeur de la société des Chocolats Lombart. 
Le bâtiment, érigé grâce à la générosité de Jules François Lombart, intègre dans ses murs l'ancienne chapelle de Louvencourt. Par ces dons, celui-ci, sans héritier, voulait rendre hommage à ses parents originaires de Doullens, son père Adolphe Lombart était menuisier et le musée présente divers meubles créés par lui. Jules François Lombart était lié au peintre Alphonse Monchablon et ainsi plusieurs portraits de la famille Lombart font partie des collections du musée, comme autre peintre du XIXe siècle.
On mentionnera les frères Bail, dont Joseph est plus connu que son frère Franck. Proche de Chardin dans sa vision de l'intimité domestique, un tableau attribué à ce maître de la nature morte française pourrait être une préfiguration de l'art de Joseph Bail, cependant cette œuvre: Fruits et coquillages,  est plutôt d'un peintre de l'école hollandaise du XVIIe siècle, comme Willem Kalf.
Dans la chapelle ont lieu des expositions consacrées à des œuvres d'artistes vivants[101].

- Ancien Hôtel-Dieu : 
Il accueille depuis 1999, la bibliothèque municipale. Formé d'un corps de bâtiment principal et de deux ailes en retour d'équerre, le tout s'élève sur trois niveaux, le dernier a été surélevé entre 1848 et 1867. Les façades sur cour sont en brique à chaînage harpé. Les façades extérieures sont en pierre. Le monument est protégé partiellement en tant que monument historique : inscription par arrêté du 25 juin 1986[102].

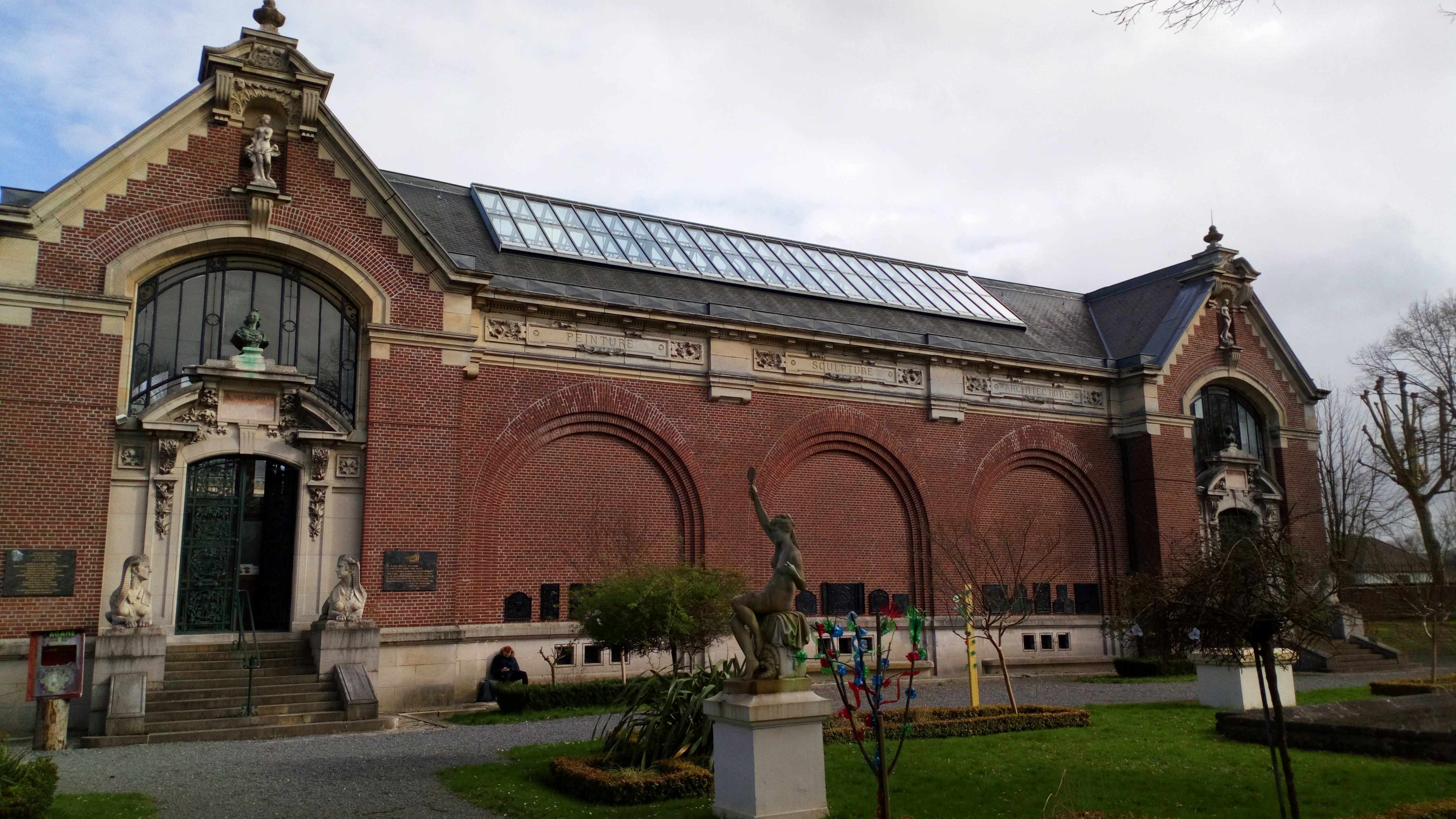
Musée Lombart.
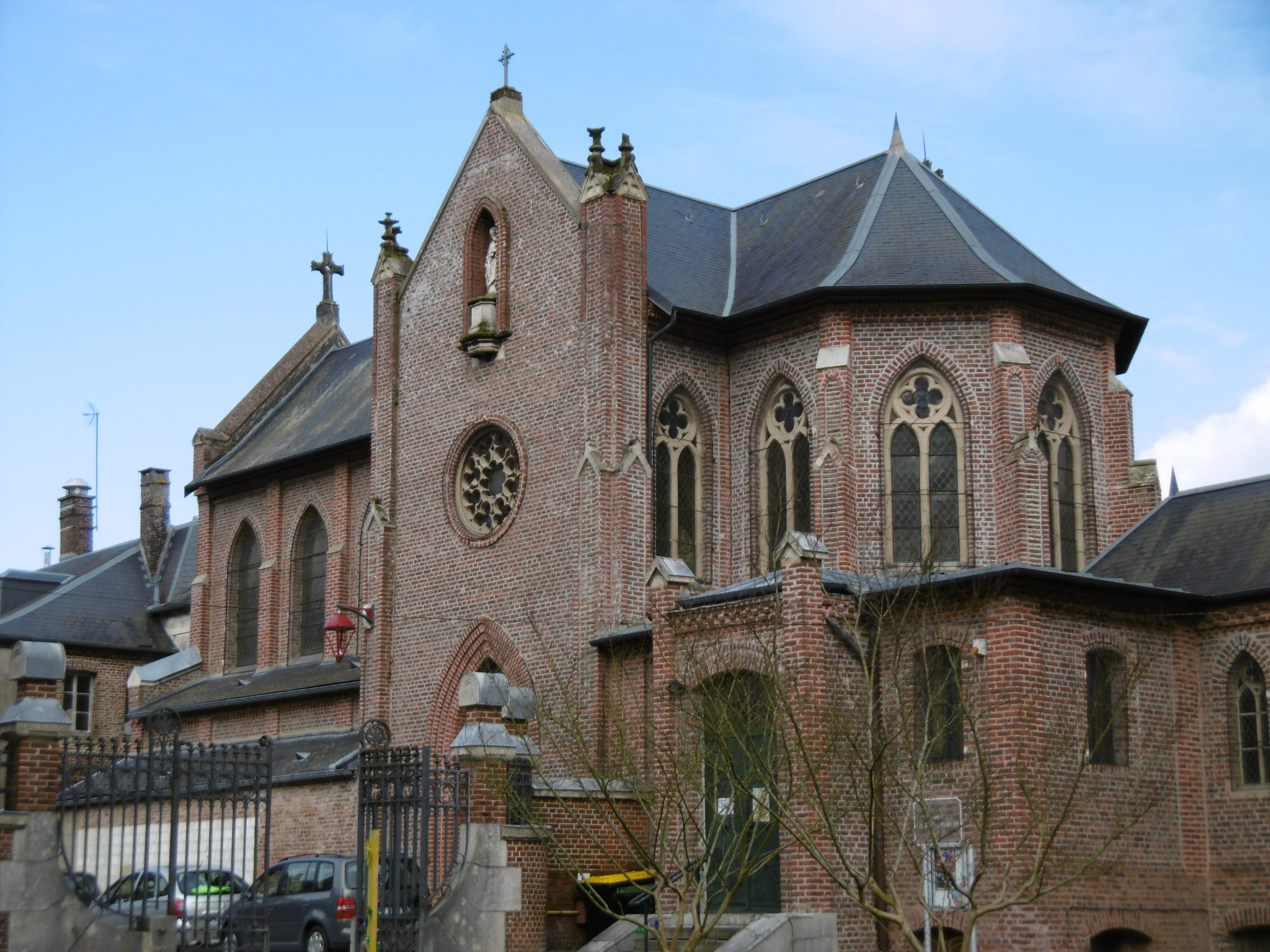
Musée Lombart, chapelle des dames de Louvencourt.
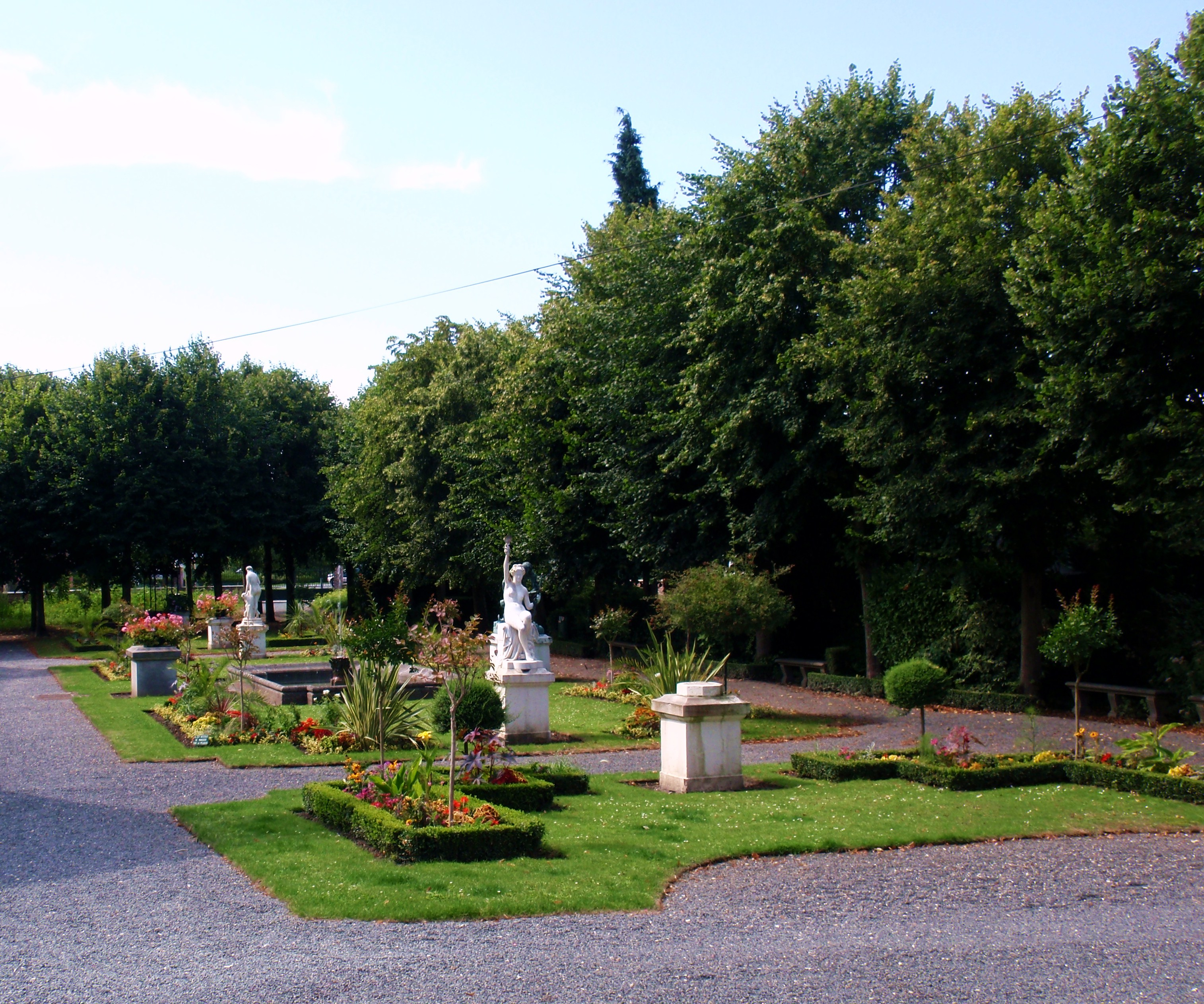
Jardin du musée.
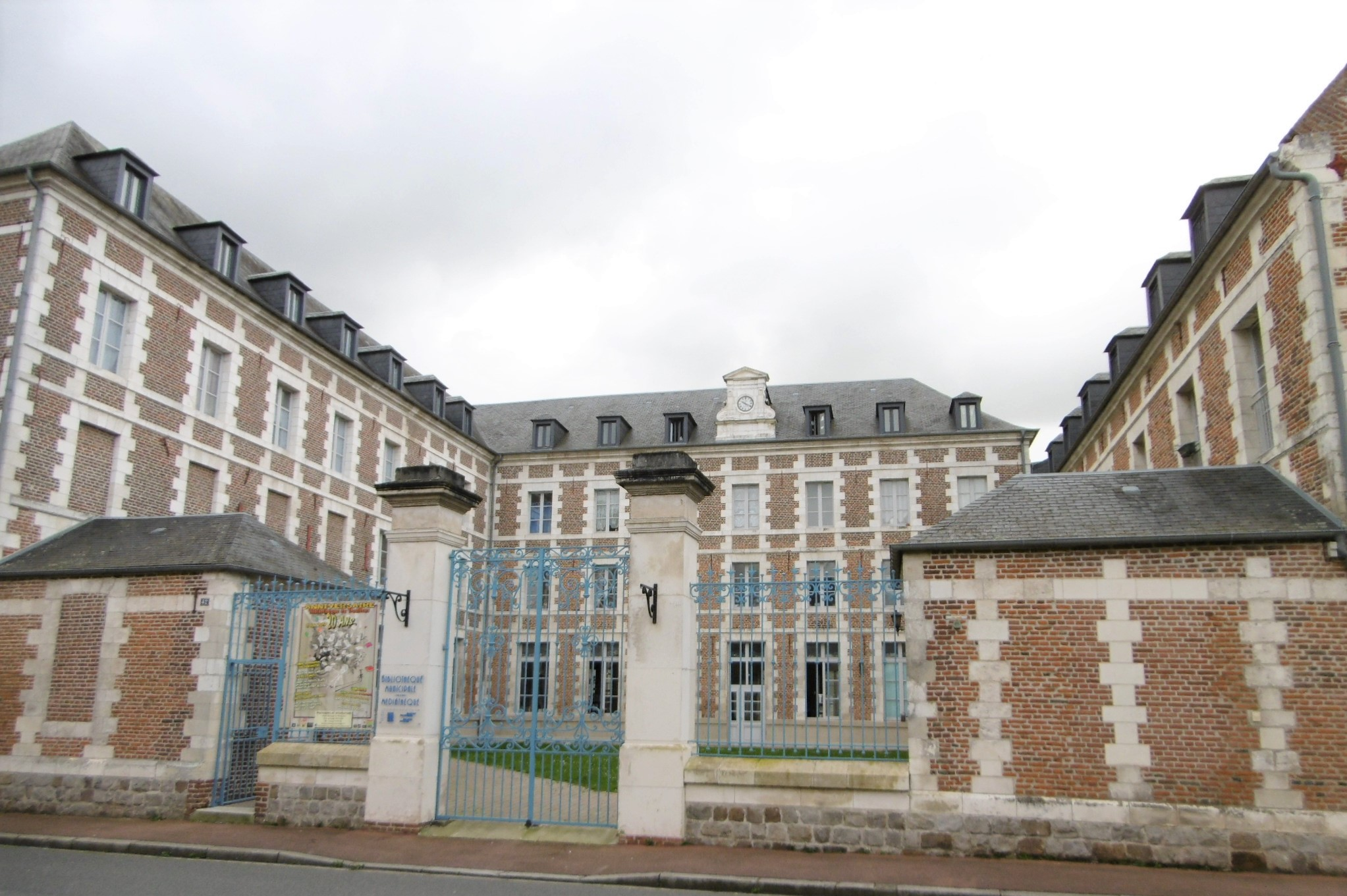
Ancien Hôtel-Dieu (bibliothèque municipale).

- Anciens bâtiments industriels :
Plusieurs bâtiments industriels doullennais ont été inventoriés à l'inventaire général du patrimoine culturel de la France :
  - la filature de jute dite filature corderie Saint-Frères, puis coopérative agricole La Doullennaise, construite en 1902 et située rue des Neuf-Moulins[103] ;
  - la filature-tissage (filature de jute, tissage de jute) dite Filature Th. Sueur Fils et Cie, puis Tissage Th. Sueur Fils et Cie, construite en 1897-1898 et située 1 route d'Abbeville[104] ;
  - le moulin, filature de coton édifiée par Scipion Mourgue, dite filature Vve Bocking Sydenham, puis Sydenham Frères, puis Sydenham et Cie, puis Thiriez père et fils et Cartier Bresson, puis Dollfus Mieg et Cie, actuellement usine de produits chimiques Acia, construit en 1820, agrandi dans les années 1890 et situé rue de Rouval[105] ;
  - l'usine de papeterie Darras, puis Horne, puis Ball et Horne, puis Maisonneuve, puis Soustre Frères, puis la Rochette Cenpa, puis usine de ferblanterie Coltel, construite au milieu du XIXe et remodelée au milieu du XXe, sise rue du Fossé-Salvignac à Saint-Sulpice-les-Doullens[106].
- Les cimetières militaires de la Première Guerre mondiale:
  - Doullens Communal Cemetery Extension No.1
  - Doullens Communal Cemetery Extension N°2

### Personnalités liées à la commune
- René Nicolas Hémery (1745-1807), homme politique né et décédé à Doullens, député de la Somme à l'Assemblée Législative.
- Charles Marcotte d'Argenteuil (1773-1864), grand mécène du XIXe siècle.
- Le Dr Pierre Amable Jean-Baptiste Trannoy (1772-1833) fut nommé en 1815 médecin des épidémies pour les arrondissements d'Amiens et de Doullens.
- François-Hyacinthe-Guy Dusevel (1796-1881), né à Doullens, avocat, avoué, archéologue, publiciste, historien régional, inspecteur des Monuments historiques du Département de la Somme, fondateur de la "Société des Antiquaires de Picardie", officier de l'Instruction publique, auteur de nombre de publications régionales, décédé à Senarpont.
- Étienne Dusevel (1881-1950), député de la circonscription, né et mort à Doullens.
- Jacques Mossion (1927-1996), sénateur-maire de Doullens, mort à Doullens.
- Jules-François Lombart (1830-1915), industriel né à Doullens. Il rachète et développe l'entreprise Chocolats Lombart.
- Théophile Dinocourt (1791-1862), écrivain, né à Doullens.
- Gaston Degove (1848-1921), propriétaire du moulin à huile de lin et faisant office de maire de Doullens en 1914/1918.
- Charles Dessaint (1875-1941), auteur picardisant et directeur du journal local Le Petit Doullennais, il a créé le personnage de Florimond Long Minton
- Alfred Voisselle (pcd) (1852-1943) a vécu à Doullens et a écrit des poèmes et des chansons en picard.
- J. R. R. Tolkien (1892-1973), écrivain, poète, philologue, essayiste et professeur d'université britannique, auteur notamment du roman Le Seigneur des anneaux, a combattu en Picardie pendant la Première Guerre mondiale et a alors séjourné à Doullens, dans l'ancienne rue de l'Épinette[107]
- Albertine Sarrazin, (1937-1967), détenue à la prison de Doullens, romancière (L'Astragale, La Cavale, La Traversière...).
- Christian Manable, (1948-), président du Conseil général de la Somme, sénateur de la Somme, professeur d'histoire-géographie au collège Jean Rostand de Doullens.
- Boris Tavernier, (1979-), député du Rhône né à Doullens.

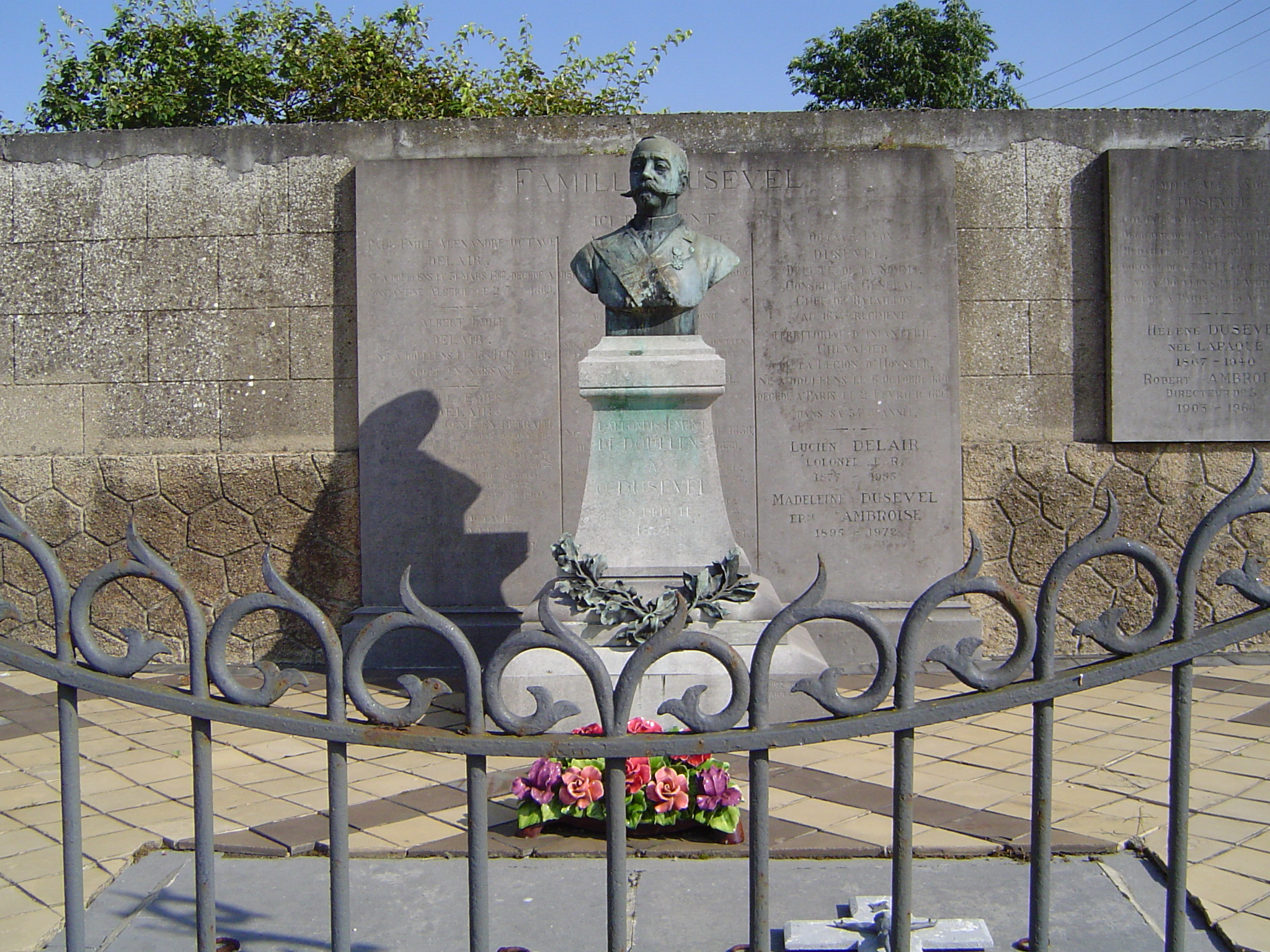
Sépulture Dusevel au cimetière de Doullens.
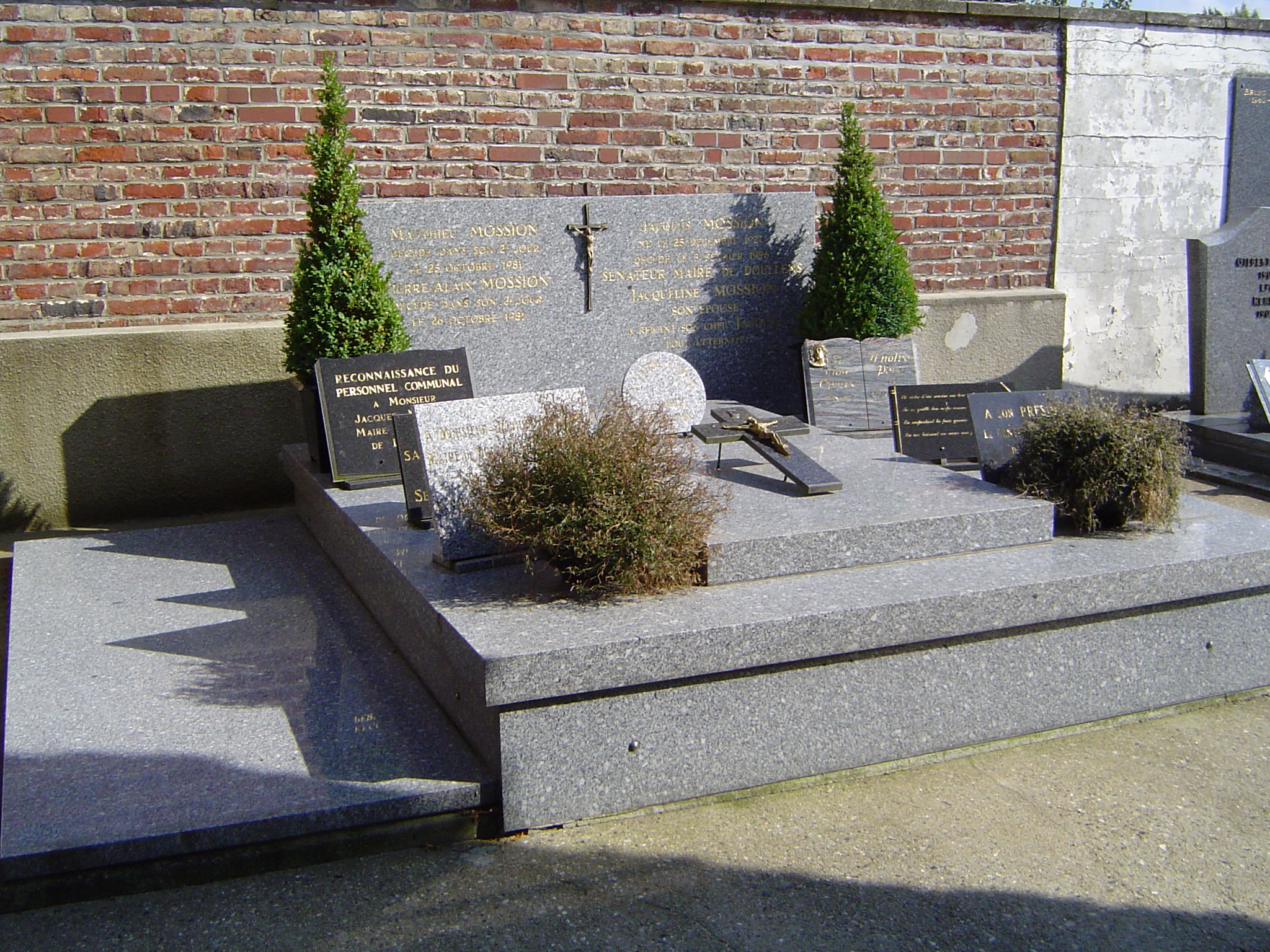
Sépulture Mossion au cimetière de Doullens.

### Doullens dans les arts et la culture
La citadelle de Doullens a servi de décor à un film, L'Astragale, dont l'héroïne séjourna à la prison des femmes et s'en évada le 19 avril 1957 en brisant un os du pied : l'astragale. Ce film réalisé en 1968 avec Marlène Jobert pour actrice principale est inspiré du roman éponyme d'Albertine Sarrazin, romancière qui séjourna dans cette prison-école. De même, des scènes du documentaire Searching for Norman : A Grandson's Journey de Luke Taylor ont été tournées à Doullens en 2004.

### Géants du Nord
En mars 2007, le géant local, Florimond Long Minton, a de nouveau paradé dans les rues de Doullens. À cette fin, et puisque les deux exemplaires antérieurs (structure rigide en osier) furent successivement détruits par la guerre (bombardement de 1944) et le temps, une troisième version (gigantesque marionnette articulée) fut créée,.
La renaissance et le « baptême civil » du géant à casquette et moustache fut l'occasion d'accueillir et d'admirer quatre autres géants voisins, Colas et André (d'Arras), Gambrinus (de Béthune) et Margot-la-Fileuse (de Loos).

### Héraldique, devise et logotype
| Blason de Doullens | Blason  | D'azur semé de fleurs de lys d'or à l'écusson d'argent en abîme chargé d'une croix de gueules brochant sur le tout en cœur.. |
| Blason de Doullens | Détails | Devise : Infinita decus lilia mihi prestant (Les lys de France me font honneur). Support : branche, feuilles et glands de chêne à dextre et une branche et feuilles de laurier à senestre ; Ornements extérieurs : - Croix de guerre 1914-1918 avec palme. Citation à l'ordre de l'armée du 3 novembre 1920 : « Envahie dès le début de la guerre, a été en grande partie détruite par les nombreux bombardements, et à la suite des violents combats de 1914-1918, dont elle a été témoin, a stoïquement supporté les pires rigueurs de l'ennemi sans avoir vu ébranler la foi de sa vaillante population dans le triomphe final de la France ». - Croix de guerre 1939-1945 avec étoile d'argent. Citation à l'ordre de la division du 11 novembre 1948 : « Carrefour important, violemment bombardé du 18 mai au 5 juin 1940, s'est trouvé dans l'axe de l'attaque de deux divisions blindées allemandes. Témoin des furieux et durs combats menés à ses lisières les 6 et 7 juin 1940 par la 29e D.I.A. vu les 2/5 de ses immeubles détruits, huit de ses fils tués et vingt autres touchés. Bourg vaillant et courageux, au cœur magnifique et au patriotisme exemplaire, qui a dignement surmonté sa douleur et s'est remis avec foi et ardeur à l'ouvrage ». La ville de Doullens possédait des armoiries avant le XIVe siècle : d'argent à la croix de gueules. Ce serait le roi Charles V qui aurait permis à la commune de placer l'écu de la ville sur un semis de fleurs de lys après la réunion du Ponthieu à la couronne, en 1369. Une seconde raison est aussi invoquée : en 1366, Charles V, par lettres patentes, autorisait la ville à porter des fleurs de lis sur ses armoiries, en reconnaissance de l'attitude généreuse des habitants lors de la captivité de son père, le roi Jean le Bon. |

## Pour approfondir